# 尾道市
尾道市（おのみちし）は、広島県南東部にある市。1898年（明治31年）市制施行。備後圏域連携中枢都市圏の構成自治体の一つである（福山都市圏も参照）。

## 概要

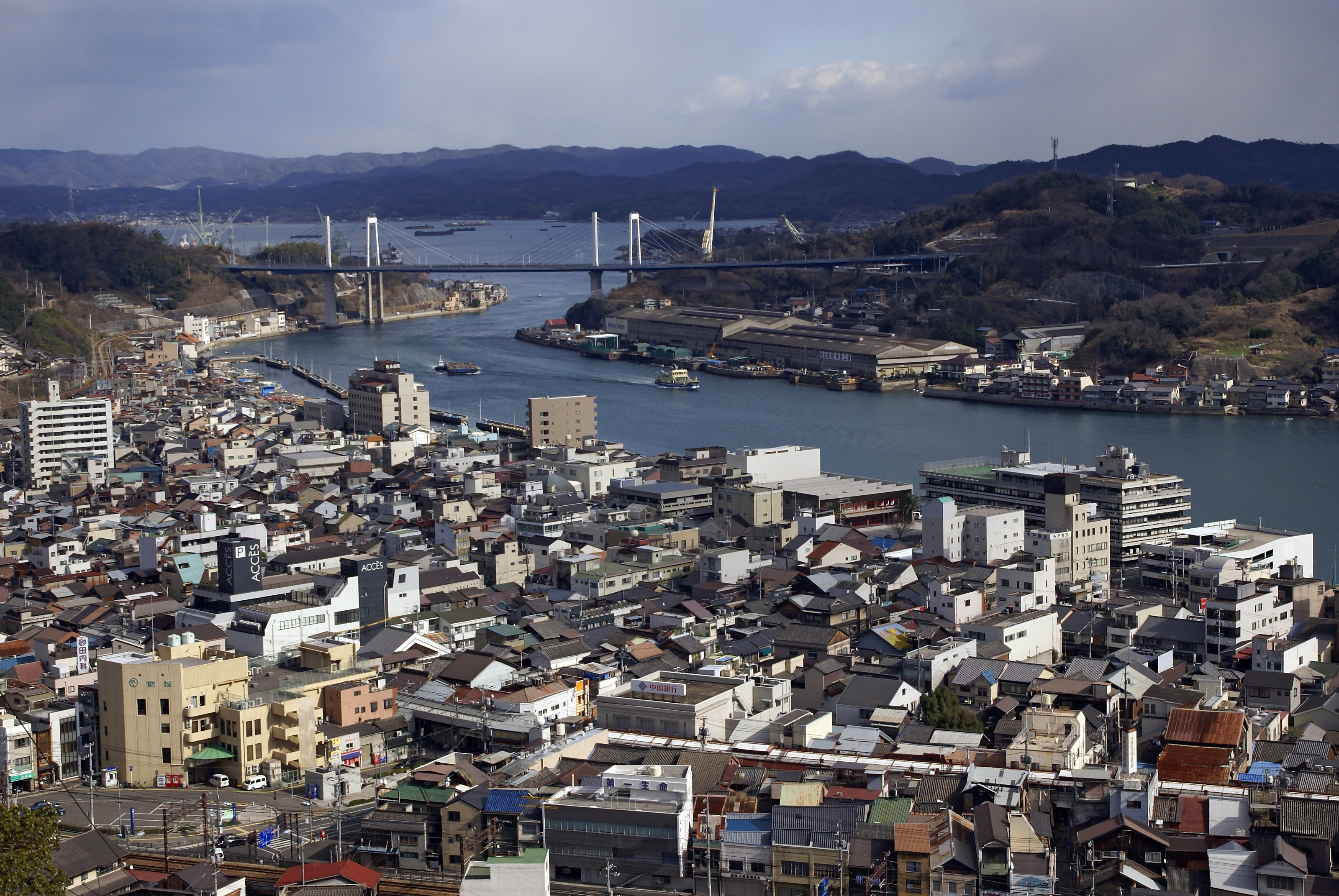
市街地と尾道水道。奥に見える2本の斜張橋は、手前が西瀬戸自動車道の新尾道大橋で奥が国道317号の尾道大橋。

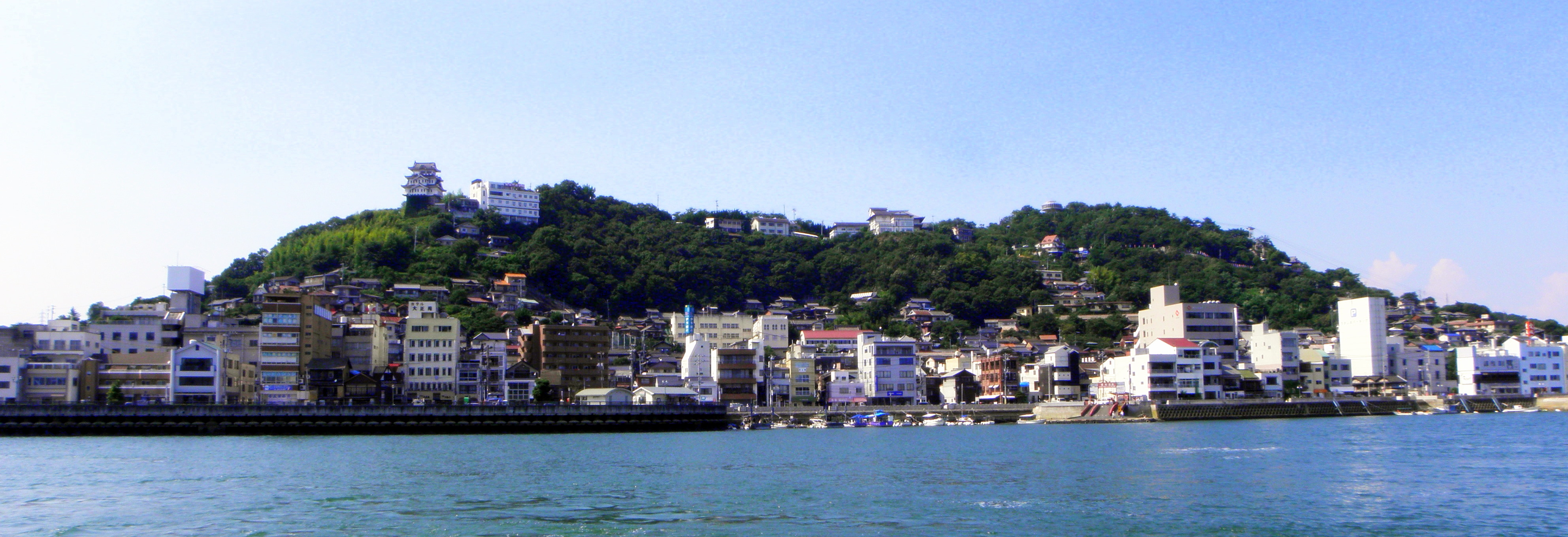
尾道水道より眺める市街地

山陽地方の中南部、岡山市と広島市のほぼ中間に位置している。瀬戸内海（対岸の向島との間はその狭さから尾道水道と呼ばれる）に面し、古くから海運による物流の集散地として繁栄していた。明治時代に山陽鉄道が開通して鉄道と海運の接点になったことで、広島県東部（備後地方）で最大の人口を抱える都市となるが、1960年代半ばには福山市（工業都市化で急速に発展し旧城下町で平地に恵まれた）に中心地の座を明け渡した。ただし、現在も備後都市圏の有力都市の一つとなっている。1999年5月の瀬戸内しまなみ海道開通によって四国の今治市と陸路で結ばれ、物流面での利便性が高まり、2015年3月には中国横断自動車道（尾道松江線）が全線開通し、「瀬戸内の十字路」と呼ばれることもある。
「坂の街」「文学の街」「映画の街」「猫の街」として知られる。文学では林芙美子、志賀直哉などが居を構え、尾道を舞台とした作品を発表した。映画では小津安二郎監督の『東京物語』が尾道で撮影され、大林宣彦監督の『転校生』『時をかける少女』『さびしんぼう』は「尾道三部作」として、若い世代に尾道を有名にした。他の自治体がロケ地観光の目的地になることを見込んで戦略的にロケ地の誘致に力を入れたのに対し、尾道は20世紀半ばから制作者の主体的判断による映画ロケが相次ぎ、全国に先駆けてロケ地観光の目的地になった点が異なる。2000年代以降にはアニメの舞台にもよく使われ、アニメファンから「五大聖地」の一つと呼ばれるようになった。テレビ番組やテレビドラマ、CM、ミュージック・ビデオ、グラビア、写真集などの撮影に使われることも多い。また、二大碁聖として知られる本因坊秀策の出身地である因島は「囲碁の島」として有名であり、公園にも石製の碁盤があったが、現在は撤去されている。
2009年から9年連続で観光客数過去最高を記録し、2017年には観光客数が680万人と、2006年の合併により現在の市域となって以降で最多を記録している。2008年から2017年までで約25%の上昇となった。その要因について、尾道市観光課では2015年の中国やまなみ街道の全線開通や、尾道水道の日本遺産認定、2016年の芸予諸島村上海賊、2018年の北前船と自治体最多の日本遺産認定、しまなみ海道サイクリングロードの認知度向上、メディア露出によるプロモーション効果を主原因と分析している。2015年度には海外向けのプロモーションなど情報発信効果もあって、外国人観光客数も最多の21万4045人を記録している。
山間地域から沿岸地域、多くの島により、地域性豊かな農産物が多く栽培されている。わけぎ、いちじく、レモン、ネーブルオレンジは全国1位の生産量を誇り、もも、ぶどう（デラウェア）、八朔、デコポン、みかん、串柿、スイカ、葉たばこ、きぬさやえんどうなどの生産は県内1位である。

## 地理

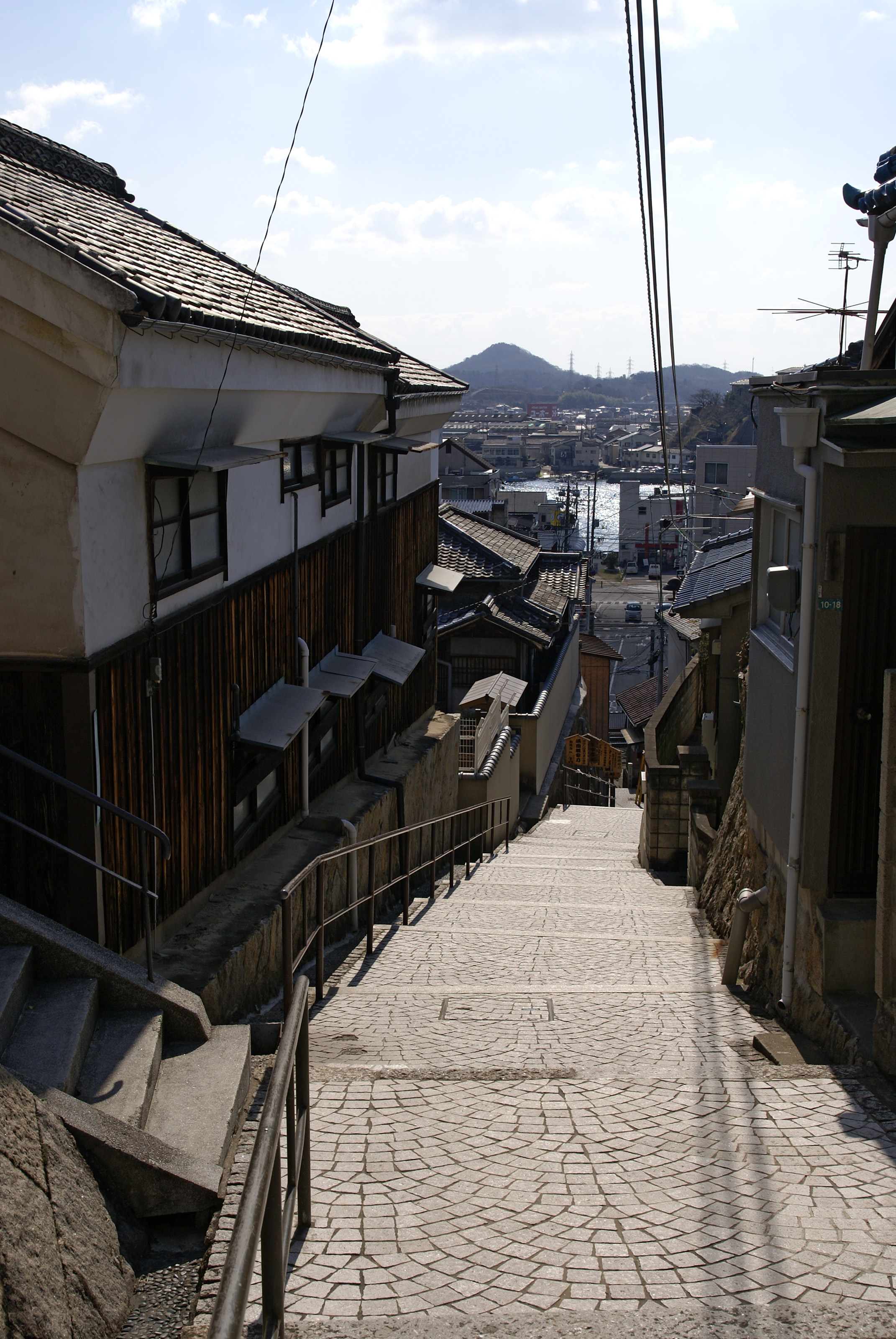
山肌に住宅が密集する千光寺新道

市内中心部は概ね東西の国道2号、南北の国道184号及び長江通りと栗原本通りに沿って形成されている。尾道駅東側は国道2号に平行して古くからの商店などが立ち並んでいる。この地域は北側の山と南側の海に挟まれているため、平地が少なく山肌に住宅や神社仏閣が密集している。このため、道路も狭隘で傾斜するものが多く、「坂の街」と言われる所以となっている。このような独特の景観から映画のロケ地として多く使われている。尾道駅西側も平地が少なく山手まで住宅が密集しているが、高層マンションもあり、山頂を切り崩してバイパスに直結したニュータウン（平原台団地、竜王台団地など）が整備されるなど、いわゆる尾道的な景観からは外れている。新尾道駅北方の峠（仙入峠）を超えると徐々に山あいに田園風景の広がる農村地帯に入り、海に近い市内中心部とは大きく趣が異なる。
市内東部、山波町の造船所を越えた東側からは干拓により造られた平地で、福山市、三原市とほぼ等距離の位置にあり、両市を結ぶ国道2号バイパスを通じて山陽自動車道や瀬戸内しまなみ海道とのアクセスがよいことから、沿岸には卸売、工業団地、倉庫が多く立地している（尾道卸売団地など）。東尾道駅周辺には分譲マンション、賃貸アパートや戸建住宅、郊外型量販店等や都市公園などが立地している。都市化が進み隣接する福山市松永地区とは連続的な街並みを形成しており、市内中心部とは街並みが大きく異なっている。東部は旧・備後福山藩領の沼隈郡であったため、東側の松永湾を挟んだ対岸の沼隈半島とも古くから結びつきが強く、沼隈半島には尾道市の飛び地（浦崎町）が存在している。
向島地区の中心部は北岸、すなわち本土の市内中心部と尾道水道を挟んだ対岸にあり、本土の市内中心部とともに尾道的な景観を演出している。平地の多くは塩田に由来するもので、造船所や工場団地、港湾施設、住宅などが密集しており、本土とフェリーが頻繁に連絡している。南岸は高見山など山の斜面が海にまで達しているため平地は少なく、都市化も進んでいない。海水浴場があるのも島の南岸である。
因島地区は南西部の土生港を中心とし、そこから国道317号を幹線として西北部へ向けて市街地が広がっている。重井、三庄、中庄、田熊といった地区にもまとまった住宅地がある。東部は海岸沿いに崖が連続する地形で、合間にある平坦地にいくつかの集落が点在している。
生口島地区は西北部の瀬戸田地区が中心部であり、瀬戸田港から耕三寺へ抜ける道沿いに商店街が形成されている。そこから北側の沿岸沿いに商業施設や工場などが並び、生口橋へと繋がっていく。南部沿岸はのどかな農村地域となっている。

### 周辺海域
- 尾道水道 …… 尾道 - 向島間
- 松永湾 …… 尾道市東部沖
- 御幸瀬戸 …… 向島 - 岩子島間

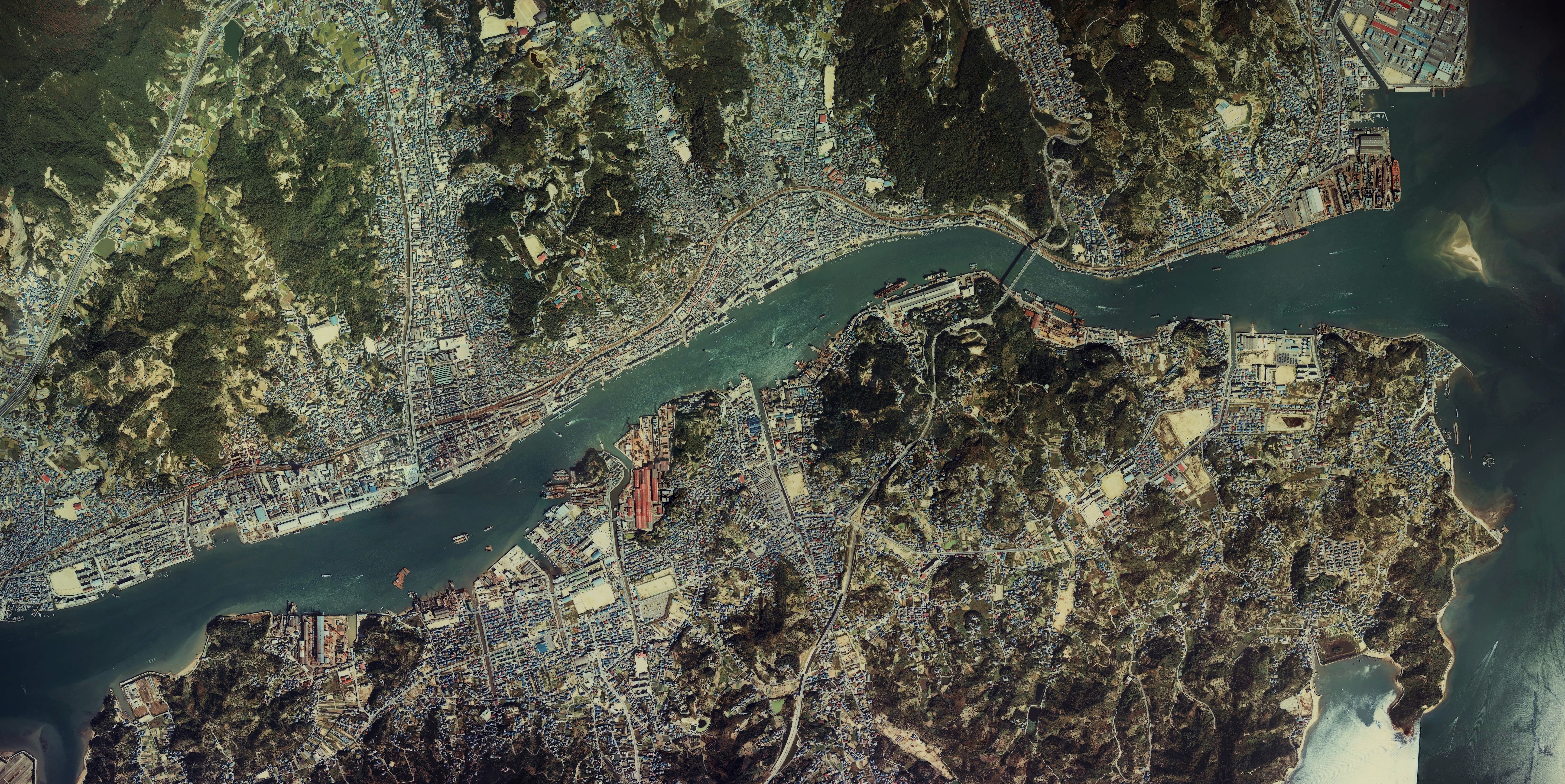
尾道水道の航空写真（1981年）。東側に架けられた橋は尾道大橋。新尾道大橋はまだ建設されていない。

- 戸崎瀬戸 …… 向島 - 浦崎半島間（松永湾南口）
- 布刈瀬戸 …… 向島 - 因島間
- 長崎瀬戸 …… 因島 - 生名島（愛媛県上島町）間

### 主要河川
- 栗原川
- 門田川 …… 栗原川支流
- 藤井川
- 御調川 …… 芦田川支流

### 水利
- 門田水源地
- 久山田水源地
- 竜泉寺ダム
- 長江浄水場
- 坊士浄水場

### 主要山林
- 尾道三山
  - 千光寺山（大宝山）
  - 浄土寺山（瑠璃山）
  - 西国寺山（愛宕山）
- 鳴滝山
- 平木山
- 竜王山
- 高見山（向島）
- 白滝山（因島）
- 青影山（因島）
- 奥山（因島）
- 観音山（生口島）

### 島嶼
- 向島
- 岩子島
- 鯨島[注 1][9]。
- 地ノ雀島
- 沖ノ雀島
- 百島
- 加島
- 上江府島
- 下江府島
- 笹島
- 因島
- 細島
- 小細島
- 四十島
- 生口島
- 高根島
- 瓢箪島

### 気候
尾道市のアメダスは市南部の生口島に置かれている。瀬戸内海式気候であり、平均降水量は全国平均の約1,700mmを下回る約1,100mmである。
| 生口島の気候                           | 生口島の気候 | 生口島の気候 | 生口島の気候 | 生口島の気候 | 生口島の気候  | 生口島の気候  | 生口島の気候  | 生口島の気候 | 生口島の気候  | 生口島の気候 | 生口島の気候 | 生口島の気候 | 生口島の気候     |
| 月                                     | 1月          | 2月          | 3月          | 4月          | 5月           | 6月           | 7月           | 8月          | 9月           | 10月         | 11月         | 12月         | 年               |
| -------------------------------------- | ------------ | ------------ | ------------ | ------------ | ------------- | ------------- | ------------- | ------------ | ------------- | ------------ | ------------ | ------------ | ---------------- |
| 最高気温記録 °C （°F）                 | 16.5 (61.7)  | 20.4 (68.7)  | 22.2 (72)    | 27.5 (81.5)  | 32.0 (89.6)   | 34.2 (93.6)   | 36.0 (96.8)   | 37.5 (99.5)  | 36.0 (96.8)   | 33.0 (91.4)  | 25.8 (78.4)  | 22.2 (72)    | 37.5 (99.5)      |
| 平均最高気温 °C （°F）                 | 9.5 (49.1)   | 9.9 (49.8)   | 13.0 (55.4)  | 18.1 (64.6)  | 22.9 (73.2)   | 26.0 (78.8)   | 30.0 (86)     | 31.9 (89.4)  | 28.3 (82.9)   | 22.8 (73)    | 17.2 (63)    | 11.9 (53.4)  | 20.1 (68.2)      |
| 日平均気温 °C （°F）                   | 5.7 (42.3)   | 5.8 (42.4)   | 8.6 (47.5)   | 13.4 (56.1)  | 18.1 (64.6)   | 21.8 (71.2)   | 25.9 (78.6)   | 27.5 (81.5)  | 24.1 (75.4)   | 18.6 (65.5)  | 12.9 (55.2)  | 8.0 (46.4)   | 15.9 (60.6)      |
| 平均最低気温 °C （°F）                 | 1.6 (34.9)   | 1.3 (34.3)   | 3.8 (38.8)   | 8.5 (47.3)   | 13.4 (56.1)   | 18.2 (64.8)   | 22.5 (72.5)   | 24.0 (75.2)  | 20.6 (69.1)   | 14.6 (58.3)  | 8.7 (47.7)   | 3.8 (38.8)   | 11.7 (53.1)      |
| 最低気温記録 °C （°F）                 | −4.7 (23.5)  | −6.3 (20.7)  | −4.0 (24.8)  | −1.2 (29.8)  | 3.4 (38.1)    | 9.8 (49.6)    | 15.6 (60.1)   | 17.4 (63.3)  | 11.4 (52.5)   | 4.7 (40.5)   | −0.6 (30.9)  | −3.0 (26.6)  | −6.3 (20.7)      |
| 降水量 mm （inch）                     | 39.5 (1.555) | 49.7 (1.957) | 84.4 (3.323) | 88.9 (3.5)   | 108.3 (4.264) | 172.3 (6.783) | 177.6 (6.992) | 89.5 (3.524) | 126.8 (4.992) | 95.9 (3.776) | 59.2 (2.331) | 46.2 (1.819) | 1,138.4 (44.819) |
| 平均降水日数 （≥1.0 mm）               | 5.3          | 6.9          | 9.2          | 9.1          | 8.5           | 10.8          | 9.1           | 6.2          | 8.5           | 7.0          | 6.2          | 6.3          | 93.2             |
| 平均月間日照時間                       | 141.9        | 140.1        | 177.0        | 192.1        | 206.5         | 149.7         | 189.9         | 220.7        | 163.7         | 169.8        | 146.2        | 140.8        | 2,047.1          |
| 出典：アメダス生口島観測所 (1991-2020) |              |              |              |              |               |               |               |              |               |              |              |              |                  |

## 人口
人口は市内ほぼ全域で減少しているが、市内東部の東尾道地区は、福山市松永エリアと市街地が隣接しており同市のベッドタウン化しており、マンションや商店が増加傾向にある。2010年12月28日時点の住民基本台帳において、島嶼部の住民比率は43.2％である。
| |                                        |  |
| 尾道市と全国の年齢別人口分布（2005年） | 尾道市の年齢・男女別人口分布（2005年） |  |
| ■紫色 ― 尾道市 ■緑色 ― 日本全国 | ■青色 ― 男性 ■赤色 ― 女性              |  |
| 尾道市（に相当する地域）の人口の推移 \| 1970年（昭和45年） \| 183,325人 \| \| \| 1975年（昭和50年） \| 185,503人 \| \| \| 1980年（昭和55年） \| 180,901人 \| \| \| 1985年（昭和60年） \| 177,532人 \| \| \| 1990年（平成2年） \| 166,930人 \| \| \| 1995年（平成7年） \| 159,890人 \| \| \| 2000年（平成12年） \| 155,200人 \| \| \| 2005年（平成17年） \| 150,225人 \| \| \| 2010年（平成22年） \| 145,202人 \| \| \| 2015年（平成27年） \| 138,626人 \| \| \| 2020年（令和2年） \| 131,170人 \| \| |                                        |  |
| 総務省統計局 国勢調査より |                                        |  |
| 1970年（昭和45年） | 183,325人                              |  |
| 1975年（昭和50年） | 185,503人                              |  |
| 1980年（昭和55年） | 180,901人                              |  |
| 1985年（昭和60年） | 177,532人                              |  |
| 1990年（平成2年） | 166,930人                              |  |
| 1995年（平成7年） | 159,890人                              |  |
| 2000年（平成12年） | 155,200人                              |  |
| 2005年（平成17年） | 150,225人                              |  |
| 2010年（平成22年） | 145,202人                              |  |
| 2015年（平成27年） | 138,626人                              |  |
| 2020年（令和2年） | 131,170人                              |  |

## 歴史

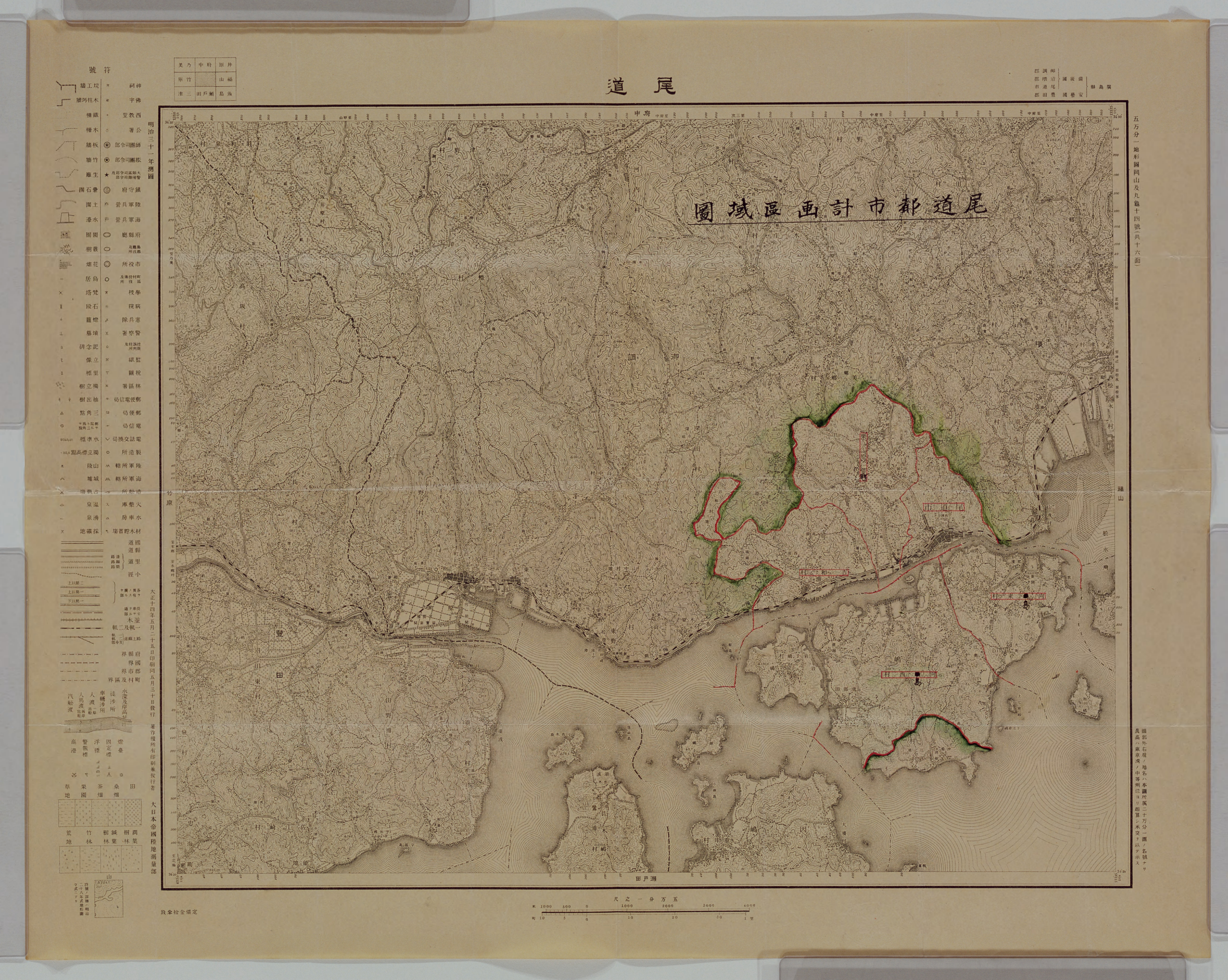
1929年尾道都市計画区域図

1169年（嘉応元年）、尾道村が備後大田庄（現・世羅町）の倉敷地として指定され、発展の基礎となる。江戸時代には現在の市域の北西部（旧・御調郡）が広島藩領、東部（旧・沼隈郡）が備後福山藩領であった。領地の境に建てられた備後福山藩番所「防地番所跡」や、方角を示す石碑等が現存している（尾道ふくしむら付近、防地峠）。
明治時代の廃藩置県時には当初広島県庁舎として使用していた広島城に鎮台を設置することとなったため、伊達宗興権令が県庁舎を尾道に移転し広島県を「御調県」に改称する計画を提案した。しかし、前島密大蔵省官僚が県として手狭になることや無暗に移転することを嫌がり、結局新県庁舎の場所が広島市内で落ち着いたため実現しなかった。

### 沿革
- 1878年（明治11年）11月1日 …… 郡区町村編制法施行により御調郡が発足。郡役所が尾道町に設置される。
- 1888年（明治21年） …… 町村制施行時に御調郡栗原村から三軒家町を分村し、東御所、西御所とともに編入させて市制施行する予定であったが、御調郡栗原村から反対され白紙となる。
- 1889年（明治22年）4月1日 …… 町制施行し、御調郡尾道町が誕生[11]。
- 1891年（明治24年）11月3日 …… 山陽鉄道福山 - 尾道間が開通、山陽鉄道尾道駅（現・山陽本線尾道駅）が開業[11]。
- 1898年（明治31年）4月1日 …… 御調郡尾道町が広島県下で2番目に市制施行し、尾道市が誕生。
- 1925年（大正14年）11月1日 …… 尾道鉄道（尾道 - 石畦間）が開通[11]。
- 1935年（昭和10年）1月21日 …… 尾道港から豊島に向かっていた定期連絡船が沈没。死者11人[13]。
- 1937年（昭和12年）4月1日 …… 御調郡栗原町、吉和村を編入合併。
- 1939年（昭和14年）7月1日 …… 沼隈郡山波村を編入合併。初代「尾道市歌」を制定。
- 1945年（昭和20年）7月27日 …… 日立造船向島工場が空襲にあう。
- 1947年（昭和22年）12月8日 …… 昭和天皇が尾道市共同住宅、千光寺公園などに行幸（昭和天皇の戦後巡幸）[14]。
- 1951年（昭和26年）4月1日 …… 御調郡深田村大字久山田を編入合併。
- 1954年（昭和29年）3月31日 …… 御調郡美ノ郷村、木ノ庄村、原田村を編入合併。
- 1955年（昭和30年）2月1日 …… 沼隈郡高須村、西村を編入合併。
- 1955年（昭和30年）4月1日 …… 沼隈郡百島村を編入合併。
- 1955年（昭和30年）7月15日 …… 尾道市高須町、西藤町の一部を松永市（現・福山市）に分離。
- 1957年（昭和32年）1月1日 …… 沼隈郡浦崎村を編入合併。
- 1958年（昭和33年）……2代目の現行「尾道市民の歌」を制定。
- 1957年（昭和32年）3月25日 …… 市営千光寺山ロープウェイ（山麓 - 山頂間）が開通[11]。
- 1964年（昭和39年）8月1日 …… 尾道鉄道が廃止。
- 1968年（昭和43年）3月3日 …… 尾道大橋が開通。
- 1969年（昭和44年）7月1日 …… 集中豪雨により防地町番所で土砂崩壊。6戸が全半壊して16人が下敷となる。2人が死亡[15]。
- 1970年（昭和45年）4月1日 …… 御調郡向東町を編入合併。
- 1975年（昭和50年） …… 年間を通じて交通事故による死者率が都市別で全国2位（10万人当たり19.2人）となった[16]。
- 1976年（昭和51年）9月12日 …… 台風17号の集中豪雨により三軒家町で土石流が発生。5軒全壊、3戸半壊により下敷きとなった7人が死亡[17]。
- 1983年（昭和58年）12月4日 …… 因島大橋が開通[18]。
- 1988年（昭和63年）3月13日 …… 山陽新幹線新尾道駅が開業。
- 1991年（平成3年）12月8日 …… 生口橋が開通[19]。
- 1993年（平成5年）10月26日 …… 山陽自動車道福山西IC - 河内IC間が開通。尾道IC供用開始
- 1996年（平成8年）7月21日　 …… JR東尾道駅新設開業。
- 1999年（平成11年）5月1日 …… 瀬戸内しまなみ海道（西瀬戸尾道IC - 今治IC間）が全通。
- 2001年（平成13年）4月1日 …… 尾道大学（現・尾道市立大学）が開学[11]。
- 2005年（平成17年）3月28日 …… 御調郡御調町、向島町を編入合併。これに伴い、御調郡は消滅。
- 2006年（平成18年）1月10日 …… 因島市、豊田郡瀬戸田町を編入合併。
- 2015年（平成27年）3月22日 …… 中国やまなみ街道（尾道JCT - 三次東JCT - 宍道JCT間）が全通。

### 市域の変遷
| 市町村制 施行以前 の郡域 | 市町村制 施行以前 の町村域 | 1889年 4月1日                                | 1898年 4月1日                                | 1918年 1月1日                                | 1921年 6月1日                                | 1923年 3月1日                                | 1937年 4月1日                                | 1939年 7月1日                                | 1944年 4月1日                                | 1948年 5月3日                                | 1949年 4月1日                                | 1950年 4月1日                                | 1950年 10月1日                               | 1951年 4月1日                                | 1953年 5月1日                                | 1954年 3月31日                 | 1955年 2月1日 | 1955年 4月1日 | 1957年 1月1日 | 1970年 4月1日 | 2005年 3月28日 | 2006年 1月10日 |
| ------------------------ | -------------------------- | -------------------------------------------- | -------------------------------------------- | -------------------------------------------- | -------------------------------------------- | -------------------------------------------- | -------------------------------------------- | -------------------------------------------- | -------------------------------------------- | -------------------------------------------- | -------------------------------------------- | -------------------------------------------- | -------------------------------------------- | -------------------------------------------- | -------------------------------------------- | ------------------------------ | ------------- | ------------- | ------------- | ------------- | -------------- | -------------- |
| 沼隈郡                   | 浦崎村                     | 浦崎村                                       | 浦崎村                                       | 浦崎村                                       | 浦崎村                                       | 浦崎村                                       | 浦崎村                                       | 浦崎村                                       | 浦崎村                                       | 浦崎村                                       | 浦崎村                                       | 浦崎村                                       | 浦崎村                                       | 浦崎村                                       | 浦崎村                                       | 浦崎村                         | 浦崎村        | 浦崎村        | 尾道市        | 尾道市        | 尾道市         | 尾道市         |
| 沼隈郡                   | 百島村                     | 百島村                                       | 百島村                                       | 百島村                                       | 百島村                                       | 百島村                                       | 百島村                                       | 百島村                                       | 百島村                                       | 百島村                                       | 百島村                                       | 百島村                                       | 百島村                                       | 百島村                                       | 百島村                                       | 百島村                         | 百島村        | 尾道市        | 尾道市        | 尾道市        | 尾道市         | 尾道市         |
| 沼隈郡                   | 高須村                     | 高須村                                       | 高須村                                       | 高須村                                       | 高須村                                       | 高須村                                       | 高須村                                       | 高須村                                       | 高須村                                       | 高須村                                       | 高須村                                       | 高須村                                       | 高須村                                       | 高須村                                       | 高須村                                       | 高須村                         | 尾道市        | 尾道市        | 尾道市        | 尾道市        | 尾道市         | 尾道市         |
| 沼隈郡                   | 西村                       | 西村                                         | 西村                                         | 西村                                         | 西村                                         | 西村                                         | 西村                                         | 西村                                         | 西村                                         | 西村                                         | 西村                                         | 西村                                         | 西村                                         | 西村                                         | 西村                                         | 西村                           | 尾道市        | 尾道市        | 尾道市        | 尾道市        | 尾道市         | 尾道市         |
| 沼隈郡                   | 山波村                     | 山波村                                       | 山波村                                       | 山波村                                       | 山波村                                       | 山波村                                       | 山波村                                       | 尾道市                                       | 尾道市                                       | 尾道市                                       | 尾道市                                       | 尾道市                                       | 尾道市                                       | 尾道市                                       | 尾道市                                       | 尾道市                         | 尾道市        | 尾道市        | 尾道市        | 尾道市        | 尾道市         | 尾道市         |
| 御調郡                   | 尾道町                     | 尾道町                                       | 尾道市                                       | 尾道市                                       | 尾道市                                       | 尾道市                                       | 尾道市                                       | 尾道市                                       | 尾道市                                       | 尾道市                                       | 尾道市                                       | 尾道市                                       | 尾道市                                       | 尾道市                                       | 尾道市                                       | 尾道市                         | 尾道市        | 尾道市        | 尾道市        | 尾道市        | 尾道市         | 尾道市         |
| 御調郡                   | 栗原村                     | 栗原村                                       | 栗原村                                       | 栗原村                                       | 栗原村                                       | 栗原町                                       | 尾道市                                       | 尾道市                                       | 尾道市                                       | 尾道市                                       | 尾道市                                       | 尾道市                                       | 尾道市                                       | 尾道市                                       | 尾道市                                       | 尾道市                         | 尾道市        | 尾道市        | 尾道市        | 尾道市        | 尾道市         | 尾道市         |
| 御調郡                   | 吉和村                     | 吉和村                                       | 吉和村                                       | 吉和村                                       | 吉和村                                       | 吉和村                                       | 尾道市                                       | 尾道市                                       | 尾道市                                       | 尾道市                                       | 尾道市                                       | 尾道市                                       | 尾道市                                       | 尾道市                                       | 尾道市                                       | 尾道市                         | 尾道市        | 尾道市        | 尾道市        | 尾道市        | 尾道市         | 尾道市         |
| 御調郡                   | 吉和塩浜                   | 吉和村                                       | 吉和村                                       | 吉和村                                       | 吉和村                                       | 吉和村                                       | 尾道市                                       | 尾道市                                       | 尾道市                                       | 尾道市                                       | 尾道市                                       | 尾道市                                       | 尾道市                                       | 尾道市                                       | 尾道市                                       | 尾道市                         | 尾道市        | 尾道市        | 尾道市        | 尾道市        | 尾道市         | 尾道市         |
| 御調郡                   | 吉和漁師村                 | 吉和村                                       | 吉和村                                       | 吉和村                                       | 吉和村                                       | 吉和村                                       | 尾道市                                       | 尾道市                                       | 尾道市                                       | 尾道市                                       | 尾道市                                       | 尾道市                                       | 尾道市                                       | 尾道市                                       | 尾道市                                       | 尾道市                         | 尾道市        | 尾道市        | 尾道市        | 尾道市        | 尾道市         | 尾道市         |
| 御調郡                   | 久山田村                   | 深田村（久山田）                             | 深田村（久山田）                             | 深田村（久山田）                             | 深田村（久山田）                             | 深田村（久山田）                             | 深田村（久山田）                             | 深田村（久山田）                             | 深田村（久山田）                             | 深田村（久山田）                             | 深田村（久山田）                             | 深田村（久山田）                             | 深田村（久山田）                             | 尾道市                                       | 尾道市                                       | 尾道市                         | 尾道市        | 尾道市        | 尾道市        | 尾道市        | 尾道市         | 尾道市         |
| 御調郡                   | 三成村                     | 美ノ郷村                                     | 美ノ郷村                                     | 美ノ郷村                                     | 美ノ郷村                                     | 美ノ郷村                                     | 美ノ郷村                                     | 美ノ郷村                                     | 美ノ郷村                                     | 美ノ郷村                                     | 美ノ郷村                                     | 美ノ郷村                                     | 美ノ郷村                                     | 美ノ郷村                                     | 美ノ郷村                                     | 尾道市                         | 尾道市        | 尾道市        | 尾道市        | 尾道市        | 尾道市         | 尾道市         |
| 御調郡                   | 白江村                     | 美ノ郷村                                     | 美ノ郷村                                     | 美ノ郷村                                     | 美ノ郷村                                     | 美ノ郷村                                     | 美ノ郷村                                     | 美ノ郷村                                     | 美ノ郷村                                     | 美ノ郷村                                     | 美ノ郷村                                     | 美ノ郷村                                     | 美ノ郷村                                     | 美ノ郷村                                     | 美ノ郷村                                     | 尾道市                         | 尾道市        | 尾道市        | 尾道市        | 尾道市        | 尾道市         | 尾道市         |
| 御調郡                   | 猪子迫村                   | 美ノ郷村                                     | 美ノ郷村                                     | 美ノ郷村                                     | 美ノ郷村                                     | 美ノ郷村                                     | 美ノ郷村                                     | 美ノ郷村                                     | 美ノ郷村                                     | 美ノ郷村                                     | 美ノ郷村                                     | 美ノ郷村                                     | 美ノ郷村                                     | 美ノ郷村                                     | 美ノ郷村                                     | 尾道市                         | 尾道市        | 尾道市        | 尾道市        | 尾道市        | 尾道市         | 尾道市         |
| 御調郡                   | 本郷村                     | 美ノ郷村                                     | 美ノ郷村                                     | 美ノ郷村                                     | 美ノ郷村                                     | 美ノ郷村                                     | 美ノ郷村                                     | 美ノ郷村                                     | 美ノ郷村                                     | 美ノ郷村                                     | 美ノ郷村                                     | 美ノ郷村                                     | 美ノ郷村                                     | 美ノ郷村                                     | 美ノ郷村                                     | 尾道市                         | 尾道市        | 尾道市        | 尾道市        | 尾道市        | 尾道市         | 尾道市         |
| 御調郡                   | 中野村                     | 美ノ郷村                                     | 美ノ郷村                                     | 美ノ郷村                                     | 美ノ郷村                                     | 美ノ郷村                                     | 美ノ郷村                                     | 美ノ郷村                                     | 美ノ郷村                                     | 美ノ郷村                                     | 美ノ郷村                                     | 美ノ郷村                                     | 美ノ郷村                                     | 美ノ郷村                                     | 美ノ郷村                                     | 尾道市                         | 尾道市        | 尾道市        | 尾道市        | 尾道市        | 尾道市         | 尾道市         |
| 御調郡                   | 木門田村                   | 木ノ庄村（木門田・畑・市原・木梨・木梨山方） | 木ノ庄村（木門田・畑・市原・木梨・木梨山方） | 木ノ庄村（木門田・畑・市原・木梨・木梨山方） | 木ノ庄村（木門田・畑・市原・木梨・木梨山方） | 木ノ庄村（木門田・畑・市原・木梨・木梨山方） | 木ノ庄村（木門田・畑・市原・木梨・木梨山方） | 木ノ庄村（木門田・畑・市原・木梨・木梨山方） | 木ノ庄村（木門田・畑・市原・木梨・木梨山方） | 木ノ庄村（木門田・畑・市原・木梨・木梨山方） | 木ノ庄村（木門田・畑・市原・木梨・木梨山方） | 木ノ庄村（木門田・畑・市原・木梨・木梨山方） | 木ノ庄村（木門田・畑・市原・木梨・木梨山方） | 木ノ庄村（木門田・畑・市原・木梨・木梨山方） | 木ノ庄村（木門田・畑・市原・木梨・木梨山方） | 尾道市                         | 尾道市        | 尾道市        | 尾道市        | 尾道市        | 尾道市         | 尾道市         |
| 御調郡                   | 畑村                       | 木ノ庄村（木門田・畑・市原・木梨・木梨山方） | 木ノ庄村（木門田・畑・市原・木梨・木梨山方） | 木ノ庄村（木門田・畑・市原・木梨・木梨山方） | 木ノ庄村（木門田・畑・市原・木梨・木梨山方） | 木ノ庄村（木門田・畑・市原・木梨・木梨山方） | 木ノ庄村（木門田・畑・市原・木梨・木梨山方） | 木ノ庄村（木門田・畑・市原・木梨・木梨山方） | 木ノ庄村（木門田・畑・市原・木梨・木梨山方） | 木ノ庄村（木門田・畑・市原・木梨・木梨山方） | 木ノ庄村（木門田・畑・市原・木梨・木梨山方） | 木ノ庄村（木門田・畑・市原・木梨・木梨山方） | 木ノ庄村（木門田・畑・市原・木梨・木梨山方） | 木ノ庄村（木門田・畑・市原・木梨・木梨山方） | 木ノ庄村（木門田・畑・市原・木梨・木梨山方） | 尾道市                         | 尾道市        | 尾道市        | 尾道市        | 尾道市        | 尾道市         | 尾道市         |
| 御調郡                   | 市原村                     | 木ノ庄村（木門田・畑・市原・木梨・木梨山方） | 木ノ庄村（木門田・畑・市原・木梨・木梨山方） | 木ノ庄村（木門田・畑・市原・木梨・木梨山方） | 木ノ庄村（木門田・畑・市原・木梨・木梨山方） | 木ノ庄村（木門田・畑・市原・木梨・木梨山方） | 木ノ庄村（木門田・畑・市原・木梨・木梨山方） | 木ノ庄村（木門田・畑・市原・木梨・木梨山方） | 木ノ庄村（木門田・畑・市原・木梨・木梨山方） | 木ノ庄村（木門田・畑・市原・木梨・木梨山方） | 木ノ庄村（木門田・畑・市原・木梨・木梨山方） | 木ノ庄村（木門田・畑・市原・木梨・木梨山方） | 木ノ庄村（木門田・畑・市原・木梨・木梨山方） | 木ノ庄村（木門田・畑・市原・木梨・木梨山方） | 木ノ庄村（木門田・畑・市原・木梨・木梨山方） | 尾道市                         | 尾道市        | 尾道市        | 尾道市        | 尾道市        | 尾道市         | 尾道市         |
| 御調郡                   | 木梨村                     | 木ノ庄村（木門田・畑・市原・木梨・木梨山方） | 木ノ庄村（木門田・畑・市原・木梨・木梨山方） | 木ノ庄村（木門田・畑・市原・木梨・木梨山方） | 木ノ庄村（木門田・畑・市原・木梨・木梨山方） | 木ノ庄村（木門田・畑・市原・木梨・木梨山方） | 木ノ庄村（木門田・畑・市原・木梨・木梨山方） | 木ノ庄村（木門田・畑・市原・木梨・木梨山方） | 木ノ庄村（木門田・畑・市原・木梨・木梨山方） | 木ノ庄村（木門田・畑・市原・木梨・木梨山方） | 木ノ庄村（木門田・畑・市原・木梨・木梨山方） | 木ノ庄村（木門田・畑・市原・木梨・木梨山方） | 木ノ庄村（木門田・畑・市原・木梨・木梨山方） | 木ノ庄村（木門田・畑・市原・木梨・木梨山方） | 木ノ庄村（木門田・畑・市原・木梨・木梨山方） | 尾道市                         | 尾道市        | 尾道市        | 尾道市        | 尾道市        | 尾道市         | 尾道市         |
| 御調郡                   | 木梨山方村                 | 木ノ庄村（木門田・畑・市原・木梨・木梨山方） | 木ノ庄村（木門田・畑・市原・木梨・木梨山方） | 木ノ庄村（木門田・畑・市原・木梨・木梨山方） | 木ノ庄村（木門田・畑・市原・木梨・木梨山方） | 木ノ庄村（木門田・畑・市原・木梨・木梨山方） | 木ノ庄村（木門田・畑・市原・木梨・木梨山方） | 木ノ庄村（木門田・畑・市原・木梨・木梨山方） | 木ノ庄村（木門田・畑・市原・木梨・木梨山方） | 木ノ庄村（木門田・畑・市原・木梨・木梨山方） | 木ノ庄村（木門田・畑・市原・木梨・木梨山方） | 木ノ庄村（木門田・畑・市原・木梨・木梨山方） | 木ノ庄村（木門田・畑・市原・木梨・木梨山方） | 木ノ庄村（木門田・畑・市原・木梨・木梨山方） | 木ノ庄村（木門田・畑・市原・木梨・木梨山方） | 尾道市                         | 尾道市        | 尾道市        | 尾道市        | 尾道市        | 尾道市         | 尾道市         |
| 御調郡                   | 梶山田村                   | 原田村                                       | 原田村                                       | 原田村                                       | 原田村                                       | 原田村                                       | 原田村                                       | 原田村                                       | 原田村                                       | 原田村                                       | 原田村                                       | 原田村                                       | 原田村                                       | 原田村                                       | 原田村                                       | 尾道市                         | 尾道市        | 尾道市        | 尾道市        | 尾道市        | 尾道市         | 尾道市         |
| 御調郡                   | 小原村                     | 原田村                                       | 原田村                                       | 原田村                                       | 原田村                                       | 原田村                                       | 原田村                                       | 原田村                                       | 原田村                                       | 原田村                                       | 原田村                                       | 原田村                                       | 原田村                                       | 原田村                                       | 原田村                                       | 尾道市                         | 尾道市        | 尾道市        | 尾道市        | 尾道市        | 尾道市         | 尾道市         |
| 御調郡                   | 向島東村                   | 向島東村                                     | 向島東村                                     | 向島東村                                     | 向島東村                                     | 向島東村                                     | 向島東村                                     | 向島東村                                     | 向島東村                                     | 向島東村                                     | 向島東村                                     | 向島東村                                     | 向島東村                                     | 向島東村                                     | 向島東村                                     | 向東町                         | 向東町        | 向東町        | 向東町        | 尾道市        | 尾道市         | 尾道市         |
| 御調郡                   | 菅村                       | 菅野村                                       | 菅野村                                       | 菅野村                                       | 菅野村                                       | 菅野村                                       | 菅野村                                       | 菅野村                                       | 菅野村                                       | 菅野村                                       | 菅野村                                       | 菅野村                                       | 菅野村                                       | 菅野村                                       | 菅野村                                       | 菅野村                         | 御調町        | 御調町        | 御調町        | 御調町        | 尾道市         | 尾道市         |
| 御調郡                   | 平木村                     | 菅野村                                       | 菅野村                                       | 菅野村                                       | 菅野村                                       | 菅野村                                       | 菅野村                                       | 菅野村                                       | 菅野村                                       | 菅野村                                       | 菅野村                                       | 菅野村                                       | 菅野村                                       | 菅野村                                       | 菅野村                                       | 菅野村                         | 御調町        | 御調町        | 御調町        | 御調町        | 尾道市         | 尾道市         |
| 御調郡                   | 大塔村                     | 菅野村                                       | 菅野村                                       | 菅野村                                       | 菅野村                                       | 菅野村                                       | 菅野村                                       | 菅野村                                       | 菅野村                                       | 菅野村                                       | 菅野村                                       | 菅野村                                       | 菅野村                                       | 菅野村                                       | 菅野村                                       | 菅野村                         | 御調町        | 御調町        | 御調町        | 御調町        | 尾道市         | 尾道市         |
| 御調郡                   | 仁野村                     | 菅野村                                       | 菅野村                                       | 菅野村                                       | 菅野村                                       | 菅野村                                       | 菅野村                                       | 菅野村                                       | 菅野村                                       | 菅野村                                       | 菅野村                                       | 菅野村                                       | 菅野村                                       | 菅野村                                       | 菅野村                                       | 菅野村                         | 御調町        | 御調町        | 御調町        | 御調町        | 尾道市         | 尾道市         |
| 御調郡                   | 白太村                     | 上川辺村                                     | 上川辺村                                     | 上川辺村                                     | 上川辺村                                     | 上川辺村                                     | 上川辺村                                     | 上川辺村                                     | 上川辺村                                     | 上川辺村                                     | 上川辺村                                     | 上川辺村                                     | 上川辺村                                     | 上川辺村                                     | 上川辺村                                     | 上川辺村                       | 御調町        | 御調町        | 御調町        | 御調町        | 尾道市         | 尾道市         |
| 御調郡                   | 三郎丸村                   | 上川辺村                                     | 上川辺村                                     | 上川辺村                                     | 上川辺村                                     | 上川辺村                                     | 上川辺村                                     | 上川辺村                                     | 上川辺村                                     | 上川辺村                                     | 上川辺村                                     | 上川辺村                                     | 上川辺村                                     | 上川辺村                                     | 上川辺村                                     | 上川辺村                       | 御調町        | 御調町        | 御調町        | 御調町        | 尾道市         | 尾道市         |
| 御調郡                   | 大町村                     | 上川辺村                                     | 上川辺村                                     | 上川辺村                                     | 上川辺村                                     | 上川辺村                                     | 上川辺村                                     | 上川辺村                                     | 上川辺村                                     | 上川辺村                                     | 上川辺村                                     | 上川辺村                                     | 上川辺村                                     | 上川辺村                                     | 上川辺村                                     | 上川辺村                       | 御調町        | 御調町        | 御調町        | 御調町        | 尾道市         | 尾道市         |
| 御調郡                   | 大蔵村                     | 上川辺村                                     | 上川辺村                                     | 上川辺村                                     | 上川辺村                                     | 上川辺村                                     | 上川辺村                                     | 上川辺村                                     | 上川辺村                                     | 上川辺村                                     | 上川辺村                                     | 上川辺村                                     | 上川辺村                                     | 上川辺村                                     | 上川辺村                                     | 上川辺村                       | 御調町        | 御調町        | 御調町        | 御調町        | 尾道市         | 尾道市         |
| 御調郡                   | 中原村                     | 上川辺村                                     | 上川辺村                                     | 上川辺村                                     | 上川辺村                                     | 上川辺村                                     | 上川辺村                                     | 上川辺村                                     | 上川辺村                                     | 上川辺村                                     | 上川辺村                                     | 上川辺村                                     | 上川辺村                                     | 上川辺村                                     | 上川辺村                                     | 上川辺村                       | 御調町        | 御調町        | 御調町        | 御調町        | 尾道市         | 尾道市         |
| 御調郡                   | 本村                       | 上川辺村                                     | 上川辺村                                     | 上川辺村                                     | 上川辺村                                     | 上川辺村                                     | 上川辺村                                     | 上川辺村                                     | 上川辺村                                     | 上川辺村                                     | 上川辺村                                     | 上川辺村                                     | 上川辺村                                     | 上川辺村                                     | 上川辺村                                     | 上川辺村                       | 御調町        | 御調町        | 御調町        | 御調町        | 尾道市         | 尾道市         |
| 御調郡                   | 岩根村                     | 上川辺村                                     | 上川辺村                                     | 上川辺村                                     | 上川辺村                                     | 上川辺村                                     | 上川辺村                                     | 上川辺村                                     | 上川辺村                                     | 上川辺村                                     | 上川辺村                                     | 上川辺村                                     | 上川辺村                                     | 上川辺村                                     | 上川辺村                                     | 上川辺村                       | 御調町        | 御調町        | 御調町        | 御調町        | 尾道市         | 尾道市         |
| 御調郡                   | 市村                       | 市村                                         | 市村                                         | 市村                                         | 市村                                         | 市村                                         | 市村                                         | 市村                                         | 市村                                         | 市村                                         | 市村                                         | 市村                                         | 市村                                         | 市村                                         | 市村                                         | 市村                           | 御調町        | 御調町        | 御調町        | 御調町        | 尾道市         | 尾道市         |
| 御調郡                   | 花尻村                     | 市村                                         | 市村                                         | 市村                                         | 市村                                         | 市村                                         | 市村                                         | 市村                                         | 市村                                         | 市村                                         | 市村                                         | 市村                                         | 市村                                         | 市村                                         | 市村                                         | 市村                           | 御調町        | 御調町        | 御調町        | 御調町        | 尾道市         | 尾道市         |
| 御調郡                   | 平村                       | 市村                                         | 市村                                         | 市村                                         | 市村                                         | 市村                                         | 市村                                         | 市村                                         | 市村                                         | 市村                                         | 市村                                         | 市村                                         | 市村                                         | 市村                                         | 市村                                         | 市村                           | 御調町        | 御調町        | 御調町        | 御調町        | 尾道市         | 尾道市         |
| 御調郡                   | 釜窪村                     | 市村                                         | 市村                                         | 市村                                         | 市村                                         | 市村                                         | 市村                                         | 市村                                         | 市村                                         | 市村                                         | 市村                                         | 市村                                         | 市村                                         | 市村                                         | 市村                                         | 市村                           | 御調町        | 御調町        | 御調町        | 御調町        | 尾道市         | 尾道市         |
| 御調郡                   | 貝ヶ原村                   | 市村                                         | 市村                                         | 市村                                         | 市村                                         | 市村                                         | 市村                                         | 市村                                         | 市村                                         | 市村                                         | 市村                                         | 市村                                         | 市村                                         | 市村                                         | 市村                                         | 市村                           | 御調町        | 御調町        | 御調町        | 御調町        | 尾道市         | 尾道市         |
| 御調郡                   | 高尾村                     | 市村                                         | 市村                                         | 市村                                         | 市村                                         | 市村                                         | 市村                                         | 市村                                         | 市村                                         | 市村                                         | 市村                                         | 市村                                         | 市村                                         | 市村                                         | 市村                                         | 市村                           | 御調町        | 御調町        | 御調町        | 御調町        | 尾道市         | 尾道市         |
| 御調郡                   | 神村                       | 市村                                         | 市村                                         | 市村                                         | 市村                                         | 市村                                         | 市村                                         | 市村                                         | 市村                                         | 市村                                         | 市村                                         | 市村                                         | 市村                                         | 市村                                         | 市村                                         | 市村                           | 御調町        | 御調町        | 御調町        | 御調町        | 尾道市         | 尾道市         |
| 御調郡                   | 江田村                     | 木ノ庄村（江田・国守）                       | 木ノ庄村（江田・国守）                       | 木ノ庄村（江田・国守）                       | 木ノ庄村（江田・国守）                       | 木ノ庄村（江田・国守）                       | 木ノ庄村（江田・国守）                       | 木ノ庄村（江田・国守）                       | 木ノ庄村（江田・国守）                       | 木ノ庄村（江田・国守）                       | 木ノ庄村（江田・国守）                       | 市村                                         | 市村                                         | 市村                                         | 市村                                         | 市村                           | 御調町        | 御調町        | 御調町        | 御調町        | 尾道市         | 尾道市         |
| 御調郡                   | 国守村                     | 木ノ庄村（江田・国守）                       | 木ノ庄村（江田・国守）                       | 木ノ庄村（江田・国守）                       | 木ノ庄村（江田・国守）                       | 木ノ庄村（江田・国守）                       | 木ノ庄村（江田・国守）                       | 木ノ庄村（江田・国守）                       | 木ノ庄村（江田・国守）                       | 木ノ庄村（江田・国守）                       | 木ノ庄村（江田・国守）                       | 市村                                         | 市村                                         | 市村                                         | 市村                                         | 市村                           | 御調町        | 御調町        | 御調町        | 御調町        | 尾道市         | 尾道市         |
| 御調郡                   | 丸河南村                   | 河内村                                       | 河内村                                       | 河内村                                       | 河内村                                       | 河内村                                       | 河内村                                       | 河内村                                       | 河内村                                       | 河内村                                       | 河内村                                       | 河内村                                       | 河内村                                       | 河内村                                       | 河内村                                       | 河内村                         | 御調町        | 御調町        | 御調町        | 御調町        | 尾道市         | 尾道市         |
| 御調郡                   | 大田村                     | 河内村                                       | 河内村                                       | 河内村                                       | 河内村                                       | 河内村                                       | 河内村                                       | 河内村                                       | 河内村                                       | 河内村                                       | 河内村                                       | 河内村                                       | 河内村                                       | 河内村                                       | 河内村                                       | 河内村                         | 御調町        | 御調町        | 御調町        | 御調町        | 尾道市         | 尾道市         |
| 御調郡                   | 徳永村                     | 河内村                                       | 河内村                                       | 河内村                                       | 河内村                                       | 河内村                                       | 河内村                                       | 河内村                                       | 河内村                                       | 河内村                                       | 河内村                                       | 河内村                                       | 河内村                                       | 河内村                                       | 河内村                                       | 河内村                         | 御調町        | 御調町        | 御調町        | 御調町        | 尾道市         | 尾道市         |
| 御調郡                   | 丸門田村                   | 河内村                                       | 河内村                                       | 河内村                                       | 河内村                                       | 河内村                                       | 河内村                                       | 河内村                                       | 河内村                                       | 河内村                                       | 河内村                                       | 河内村                                       | 河内村                                       | 河内村                                       | 河内村                                       | 河内村                         | 御調町        | 御調町        | 御調町        | 御調町        | 尾道市         | 尾道市         |
| 御調郡                   | 今田村                     | 今津野村                                     | 今津野村                                     | 今津野村                                     | 今津野村                                     | 今津野村                                     | 今津野村                                     | 今津野村                                     | 今津野村                                     | 今津野村                                     | 今津野村                                     | 今津野村                                     | 今津野村                                     | 今津野村                                     | 今津野村                                     | 今津野村                       | 御調町        | 御調町        | 御調町        | 御調町        | 尾道市         | 尾道市         |
| 御調郡                   | 植野村                     | 今津野村                                     | 今津野村                                     | 今津野村                                     | 今津野村                                     | 今津野村                                     | 今津野村                                     | 今津野村                                     | 今津野村                                     | 今津野村                                     | 今津野村                                     | 今津野村                                     | 今津野村                                     | 今津野村                                     | 今津野村                                     | 今津野村                       | 御調町        | 御調町        | 御調町        | 御調町        | 尾道市         | 尾道市         |
| 御調郡                   | 津蟹村                     | 今津野村                                     | 今津野村                                     | 今津野村                                     | 今津野村                                     | 今津野村                                     | 今津野村                                     | 今津野村                                     | 今津野村                                     | 今津野村                                     | 今津野村                                     | 今津野村                                     | 今津野村                                     | 今津野村                                     | 今津野村                                     | 今津野村                       | 御調町        | 御調町        | 御調町        | 御調町        | 尾道市         | 尾道市         |
| 御調郡                   | 福井村                     | 今津野村                                     | 今津野村                                     | 今津野村                                     | 今津野村                                     | 今津野村                                     | 今津野村                                     | 今津野村                                     | 今津野村                                     | 今津野村                                     | 今津野村                                     | 今津野村                                     | 今津野村                                     | 今津野村                                     | 今津野村                                     | 今津野村                       | 御調町        | 御調町        | 御調町        | 御調町        | 尾道市         | 尾道市         |
| 御調郡                   | 野間村                     | 今津野村                                     | 今津野村                                     | 今津野村                                     | 今津野村                                     | 今津野村                                     | 今津野村                                     | 今津野村                                     | 今津野村                                     | 今津野村                                     | 今津野村                                     | 今津野村                                     | 今津野村                                     | 今津野村                                     | 今津野村                                     | 今津野村                       | 御調町        | 御調町        | 御調町        | 御調町        | 尾道市         | 尾道市         |
| 御調郡                   | 奥村                       |                                              |                                              |                                              |                                              |                                              |                                              |                                              |                                              |                                              |                                              |                                              |                                              |                                              |                                              |                                | 御調町        | 御調町        | 御調町        | 御調町        | 尾道市         | 尾道市         |
| 御調郡                   | 大原村                     |                                              |                                              |                                              |                                              |                                              |                                              |                                              |                                              |                                              |                                              |                                              |                                              |                                              |                                              |                                | 御調町        | 御調町        | 御調町        | 御調町        | 尾道市         | 尾道市         |
| 御調郡                   | 公文村                     |                                              |                                              |                                              |                                              |                                              |                                              |                                              |                                              |                                              |                                              |                                              |                                              |                                              |                                              |                                | 御調町        | 御調町        | 御調町        | 御調町        | 尾道市         | 尾道市         |
| 御調郡                   | 綾目村                     |                                              |                                              |                                              |                                              |                                              |                                              |                                              |                                              |                                              |                                              |                                              |                                              |                                              |                                              |                                | 御調町        | 御調町        | 御調町        | 御調町        | 尾道市         | 尾道市         |
| 御調郡                   | 大山田村                   | 諸田村（大山田・下山田・千堂）               | 諸田村（大山田・下山田・千堂）               | 諸田村（大山田・下山田・千堂）               | 諸田村（大山田・下山田・千堂）               | 諸田村（大山田・下山田・千堂）               | 諸田村（大山田・下山田・千堂）               | 諸田村（大山田・下山田・千堂）               | 諸田村（大山田・下山田・千堂）               | 諸田村（大山田・下山田・千堂）               | 諸田村（大山田・下山田・千堂）               | 諸田村（大山田・下山田・千堂）               | 諸田村（大山田・下山田・千堂）               | 諸田村（大山田・下山田・千堂）               | 諸田村（大山田・下山田・千堂）               | 諸田村（大山田・下山田・千堂） | 御調町        | 御調町        | 御調町        | 御調町        | 尾道市         | 尾道市         |
| 御調郡                   | 下山田村                   | 諸田村（大山田・下山田・千堂）               | 諸田村（大山田・下山田・千堂）               | 諸田村（大山田・下山田・千堂）               | 諸田村（大山田・下山田・千堂）               | 諸田村（大山田・下山田・千堂）               | 諸田村（大山田・下山田・千堂）               | 諸田村（大山田・下山田・千堂）               | 諸田村（大山田・下山田・千堂）               | 諸田村（大山田・下山田・千堂）               | 諸田村（大山田・下山田・千堂）               | 諸田村（大山田・下山田・千堂）               | 諸田村（大山田・下山田・千堂）               | 諸田村（大山田・下山田・千堂）               | 諸田村（大山田・下山田・千堂）               | 諸田村（大山田・下山田・千堂） | 御調町        | 御調町        | 御調町        | 御調町        | 尾道市         | 尾道市         |
| 御調郡                   | 千堂村                     | 諸田村（大山田・下山田・千堂）               | 諸田村（大山田・下山田・千堂）               | 諸田村（大山田・下山田・千堂）               | 諸田村（大山田・下山田・千堂）               | 諸田村（大山田・下山田・千堂）               | 諸田村（大山田・下山田・千堂）               | 諸田村（大山田・下山田・千堂）               | 諸田村（大山田・下山田・千堂）               | 諸田村（大山田・下山田・千堂）               | 諸田村（大山田・下山田・千堂）               | 諸田村（大山田・下山田・千堂）               | 諸田村（大山田・下山田・千堂）               | 諸田村（大山田・下山田・千堂）               | 諸田村（大山田・下山田・千堂）               | 諸田村（大山田・下山田・千堂） | 御調町        | 御調町        | 御調町        | 御調町        | 尾道市         | 尾道市         |
| 御調郡                   | 向島西村                   | 向島西村                                     | 向島西村                                     | 向島西村                                     | 向島西村                                     | 向島西村                                     | 向島西村                                     | 向島西村                                     | 向島西村                                     | 向島西村                                     | 向島西村                                     | 向島西村                                     | 向島町                                       | 向島町                                       | 向島町                                       | 向島町                         | 向島町        | 向島町        | 向島町        | 向島町        | 尾道市         | 尾道市         |
| 御調郡                   | 岩子島村                   | 岩子島村                                     | 岩子島村                                     | 岩子島村                                     | 岩子島村                                     | 岩子島村                                     | 岩子島村                                     | 岩子島村                                     | 岩子島村                                     | 岩子島村                                     | 岩子島村                                     | 岩子島村                                     | 岩子島村                                     | 岩子島村                                     | 岩子島村                                     | 向島町                         | 向島町        | 向島町        | 向島町        | 向島町        | 尾道市         | 尾道市         |
| 御調郡                   | 立花村                     | 立花村                                       | 立花村                                       | 立花村                                       | 立花村                                       | 立花村                                       | 立花村                                       | 立花村                                       | 立花村                                       | 立花村                                       | 立花村                                       | 立花村                                       | 立花村                                       | 立花村                                       | 立花村                                       | 立花村                         | 向島町        | 向島町        | 向島町        | 向島町        | 尾道市         | 尾道市         |
| 御調郡                   | 土生村                     | 土生村                                       | 土生村                                       | 土生町                                       | 土生町                                       | 土生町                                       | 土生町                                       | 土生町                                       | 土生町                                       | 土生町                                       | 土生町                                       | 土生町                                       | 土生町                                       | 土生町                                       | 因島市                                       | 因島市                         | 因島市        | 因島市        | 因島市        | 因島市        | 因島市         | 尾道市         |
| 御調郡                   | 田熊村                     | 田熊村                                       | 田熊村                                       | 田熊村                                       | 田熊村                                       | 田熊村                                       | 田熊村                                       | 田熊村                                       | 田熊村                                       | 田熊村                                       | 田熊町                                       | 田熊町                                       | 田熊町                                       | 田熊町                                       | 因島市                                       | 因島市                         | 因島市        | 因島市        | 因島市        | 因島市        | 因島市         | 尾道市         |
| 御調郡                   | 三庄村                     | 三庄村                                       | 三庄村                                       | 三庄村                                       | 三庄町                                       | 三庄町                                       | 三庄町                                       | 三庄町                                       | 三庄町                                       | 三庄町                                       | 三庄町                                       | 三庄町                                       | 三庄町                                       | 三庄町                                       | 因島市                                       | 因島市                         | 因島市        | 因島市        | 因島市        | 因島市        | 因島市         | 尾道市         |
| 御調郡                   | 椋ノ浦村                   | 三浦村                                       | 三浦村                                       | 三浦村                                       | 三浦村                                       | 三浦村                                       | 三浦村                                       | 三浦村                                       | 三浦村                                       | 三庄町                                       | 三庄町                                       | 三庄町                                       | 三庄町                                       | 三庄町                                       | 因島市                                       | 因島市                         | 因島市        | 因島市        | 因島市        | 因島市        | 因島市         | 尾道市         |
| 御調郡                   | 鏡ノ浦村                   | 三浦村                                       | 三浦村                                       | 三浦村                                       | 三浦村                                       | 三浦村                                       | 三浦村                                       | 三浦村                                       | 三浦村                                       | 中庄村                                       | 中庄村                                       | 中庄村                                       | 中庄村                                       | 中庄村                                       | 因島市                                       | 因島市                         | 因島市        | 因島市        | 因島市        | 因島市        | 因島市         | 尾道市         |
| 御調郡                   | 外ノ浦村                   | 三浦村                                       | 三浦村                                       | 三浦村                                       | 三浦村                                       | 三浦村                                       | 三浦村                                       | 三浦村                                       | 三浦村                                       | 中庄村                                       | 中庄村                                       | 中庄村                                       | 中庄村                                       | 中庄村                                       | 因島市                                       | 因島市                         | 因島市        | 因島市        | 因島市        | 因島市        | 因島市         | 尾道市         |
| 御調郡                   | 中庄村                     | 中庄村                                       | 中庄村                                       | 中庄村                                       | 中庄村                                       | 中庄村                                       | 中庄村                                       | 中庄村                                       | 中庄村                                       | 中庄村                                       | 中庄村                                       | 中庄村                                       | 中庄村                                       | 中庄村                                       | 因島市                                       | 因島市                         | 因島市        | 因島市        | 因島市        | 因島市        | 因島市         | 尾道市         |
| 御調郡                   | 大浜村                     | 大浜村                                       | 大浜村                                       | 大浜村                                       | 大浜村                                       | 大浜村                                       | 大浜村                                       | 大浜村                                       | 大浜村                                       | 大浜村                                       | 大浜村                                       | 大浜村                                       | 大浜村                                       | 大浜村                                       | 因島市                                       | 因島市                         | 因島市        | 因島市        | 因島市        | 因島市        | 因島市         | 尾道市         |
| 御調郡                   | 重井村                     | 重井村                                       | 重井村                                       | 重井村                                       | 重井村                                       | 重井村                                       | 重井村                                       | 重井村                                       | 重井村                                       | 重井村                                       | 重井村                                       | 重井村                                       | 重井村                                       | 重井村                                       | 因島市                                       | 因島市                         | 因島市        | 因島市        | 因島市        | 因島市        | 因島市         | 尾道市         |
| 豊田郡                   | 洲江村                     | 東生口村                                     | 東生口村                                     | 東生口村                                     | 東生口村                                     | 東生口村                                     | 東生口村                                     | 東生口村                                     | 東生口村                                     | 東生口村                                     | 東生口村                                     | 東生口村                                     | 東生口村                                     | 東生口村                                     | 因島市                                       | 因島市                         | 因島市        | 因島市        | 因島市        | 因島市        | 因島市         | 尾道市         |
| 豊田郡                   | 原村                       | 東生口村                                     | 東生口村                                     | 東生口村                                     | 東生口村                                     | 東生口村                                     | 東生口村                                     | 東生口村                                     | 東生口村                                     | 東生口村                                     | 東生口村                                     | 東生口村                                     | 東生口村                                     | 東生口村                                     | 因島市                                       | 因島市                         | 因島市        | 因島市        | 因島市        | 因島市        | 因島市         | 尾道市         |
| 豊田郡                   | 瀬戸田町                   | 瀬戸田町                                     | 瀬戸田町                                     | 瀬戸田町                                     | 瀬戸田町                                     | 瀬戸田町                                     | 瀬戸田町                                     | 瀬戸田町                                     | 瀬戸田町                                     | 瀬戸田町                                     | 瀬戸田町                                     | 瀬戸田町                                     | 瀬戸田町                                     | 瀬戸田町                                     | 瀬戸田町                                     | 瀬戸田町                       | 瀬戸田町      | 瀬戸田町      | 瀬戸田町      | 瀬戸田町      | 瀬戸田町       | 尾道市         |
| 豊田郡                   | 沢村                       | 瀬戸田町                                     | 瀬戸田町                                     | 瀬戸田町                                     | 瀬戸田町                                     | 瀬戸田町                                     | 瀬戸田町                                     | 瀬戸田町                                     | 瀬戸田町                                     | 瀬戸田町                                     | 瀬戸田町                                     | 瀬戸田町                                     | 瀬戸田町                                     | 瀬戸田町                                     | 瀬戸田町                                     | 瀬戸田町                       | 瀬戸田町      | 瀬戸田町      | 瀬戸田町      | 瀬戸田町      | 瀬戸田町       | 尾道市         |
| 豊田郡                   | 垂水村                     | 西生口村                                     | 西生口村                                     | 西生口村                                     | 西生口村                                     | 西生口村                                     | 瀬戸田町                                     | 瀬戸田町                                     | 瀬戸田町                                     | 瀬戸田町                                     | 瀬戸田町                                     | 瀬戸田町                                     | 瀬戸田町                                     | 瀬戸田町                                     | 瀬戸田町                                     | 瀬戸田町                       | 瀬戸田町      | 瀬戸田町      | 瀬戸田町      | 瀬戸田町      | 瀬戸田町       | 尾道市         |
| 豊田郡                   | 生口福田村                 | 西生口村                                     | 西生口村                                     | 西生口村                                     | 西生口村                                     | 西生口村                                     | 瀬戸田町                                     | 瀬戸田町                                     | 瀬戸田町                                     | 瀬戸田町                                     | 瀬戸田町                                     | 瀬戸田町                                     | 瀬戸田町                                     | 瀬戸田町                                     | 瀬戸田町                                     | 瀬戸田町                       | 瀬戸田町      | 瀬戸田町      | 瀬戸田町      | 瀬戸田町      | 瀬戸田町       | 尾道市         |
| 豊田郡                   | 林村                       | 北生口村                                     | 北生口村                                     | 北生口村                                     | 北生口村                                     | 北生口村                                     | 北生口村                                     | 北生口村                                     | 瀬戸田町                                     | 瀬戸田町                                     | 瀬戸田町                                     | 瀬戸田町                                     | 瀬戸田町                                     | 瀬戸田町                                     | 瀬戸田町                                     | 瀬戸田町                       | 瀬戸田町      | 瀬戸田町      | 瀬戸田町      | 瀬戸田町      | 瀬戸田町       | 尾道市         |
| 豊田郡                   | 生口中野村                 | 北生口村                                     | 北生口村                                     | 北生口村                                     | 北生口村                                     | 北生口村                                     | 北生口村                                     | 北生口村                                     | 瀬戸田町                                     | 瀬戸田町                                     | 瀬戸田町                                     | 瀬戸田町                                     | 瀬戸田町                                     | 瀬戸田町                                     | 瀬戸田町                                     | 瀬戸田町                       | 瀬戸田町      | 瀬戸田町      | 瀬戸田町      | 瀬戸田町      | 瀬戸田町       | 尾道市         |
| 豊田郡                   | 鹿田原村                   | 北生口村                                     | 北生口村                                     | 北生口村                                     | 北生口村                                     | 北生口村                                     | 北生口村                                     | 北生口村                                     | 瀬戸田町                                     | 瀬戸田町                                     | 瀬戸田町                                     | 瀬戸田町                                     | 瀬戸田町                                     | 瀬戸田町                                     | 瀬戸田町                                     | 瀬戸田町                       | 瀬戸田町      | 瀬戸田町      | 瀬戸田町      | 瀬戸田町      | 瀬戸田町       | 尾道市         |
| 豊田郡                   | 高根島村                   | 高根島村                                     | 高根島村                                     | 高根島村                                     | 高根島村                                     | 高根島村                                     | 高根島村                                     | 高根島村                                     | 瀬戸田町                                     | 瀬戸田町                                     | 瀬戸田町                                     | 瀬戸田町                                     | 瀬戸田町                                     | 瀬戸田町                                     | 瀬戸田町                                     | 瀬戸田町                       | 瀬戸田町      | 瀬戸田町      | 瀬戸田町      | 瀬戸田町      | 瀬戸田町       | 尾道市         |
| 豊田郡                   | 名荷村                     | 名荷村                                       | 名荷村                                       | 名荷村                                       | 名荷村                                       | 名荷村                                       | 名荷村                                       | 名荷村                                       | 瀬戸田町                                     | 瀬戸田町                                     | 瀬戸田町                                     | 瀬戸田町                                     | 瀬戸田町                                     | 瀬戸田町                                     | 瀬戸田町                                     | 瀬戸田町                       | 瀬戸田町      | 瀬戸田町      | 瀬戸田町      | 瀬戸田町      | 瀬戸田町       | 尾道市         |
| 豊田郡                   | 御寺村                     | 南生口村                                     | 南生口村                                     | 南生口村                                     | 南生口村                                     | 南生口村                                     | 南生口村                                     | 南生口村                                     | 南生口村                                     | 南生口村                                     | 南生口村                                     | 南生口村                                     | 南生口村                                     | 南生口村                                     | 南生口村                                     | 南生口村                       | 南生口村      | 瀬戸田町      | 瀬戸田町      | 瀬戸田町      | 瀬戸田町       | 尾道市         |
| 豊田郡                   | 宮原村                     | 南生口村                                     | 南生口村                                     | 南生口村                                     | 南生口村                                     | 南生口村                                     | 南生口村                                     | 南生口村                                     | 南生口村                                     | 南生口村                                     | 南生口村                                     | 南生口村                                     | 南生口村                                     | 南生口村                                     | 南生口村                                     | 南生口村                       | 南生口村      | 瀬戸田町      | 瀬戸田町      | 瀬戸田町      | 瀬戸田町       | 尾道市         |
| 豊田郡                   | 荻村                       | 南生口村                                     | 南生口村                                     | 南生口村                                     | 南生口村                                     | 南生口村                                     | 南生口村                                     | 南生口村                                     | 南生口村                                     | 南生口村                                     | 南生口村                                     | 南生口村                                     | 南生口村                                     | 南生口村                                     | 南生口村                                     | 南生口村                       | 南生口村      | 瀬戸田町      | 瀬戸田町      | 瀬戸田町      | 瀬戸田町       | 尾道市         |

### 尾道市史
- 尾道市史 上巻・中巻・下巻（1939年-1940年）
- 新修尾道市史（1971年-1977年）
- 新尾道市史（2019年-）

## 行政

### 市長
現職市長
- 平谷祐宏（2007年（平成19年）4月27日就任、5期目[20]）
- 副市長：澤田昌文（2014年 - ）前・広島エアポートホテル社長[21]
- 教育長：宮本佳宏（2023年4月1日 - 、任期3年）[22]

歴代市長（官選）
| 代     | 氏名       | 就任年月       | 退任年月 | 備考 |
| ------ | ---------- | -------------- | -------- | ---- |
| 1 - 2  | 杉山新十郎 | 1898年8月      |          |      |
| 3 - 4  | 西村益三   | 1905年10月     |          |      |
| 5      | 向田幸蔵   | 1916年7月      |          |      |
| 6 - 7  | 向井団次   | 1919年8月      |          |      |
| 8      | 松田協輔   | 1927年6月      |          |      |
| 9 - 10 | 奥山源三郎 | 1932年3月      |          |      |
| 11     | 斎藤勧治   | 1937年1月      |          |      |
| 12     | 土屋寛     | 1940年3月      |          |      |
| 13     | 中山幾太郎 | 1942年5月      |          |      |
| 14     | 橋本龍一   | 1942年9月      |          |      |
| 15     | 田坂寧邦   | 1945年6月      |          |      |
| 16     | 石原善三郎 | 1945年12月24日 |          |      |

歴代市長（公選）
| 代      | 氏名       | 就任年月日    | 退任年月日    | 備考                                              |
| ------- | ---------- | ------------- | ------------- | ------------------------------------------------- |
| 17      | 石原善三郎 | 1947年4月     |               |                                                   |
| 18 - 19 | 天野彦三   | 1951年4月     |               |                                                   |
| 20      | 青山俊三   | 1959年5月     |               |                                                   |
| 21 - 22 | 松谷勝     | 1963年4月27日 | 1971年4月26日 |                                                   |
| 23      | 石原善三郎 | 1971年4月27日 | 1975年4月26日 |                                                   |
| 24      | 佐藤勲     | 1975年4月27日 | 1979年4月26日 | 1979年2月に収賄容疑で逮捕されるも任期満了で退任。 |
| 25 - 28 | 博田東平   | 1979年4月27日 | 1995年4月26日 |                                                   |
| 29 - 31 | 亀田良一   | 1995年4月27日 | 2007年4月26日 |                                                   |
| 32 - 36 | 平谷祐宏   | 2007年4月27日 |               | 現職                                              |

### 行政機関

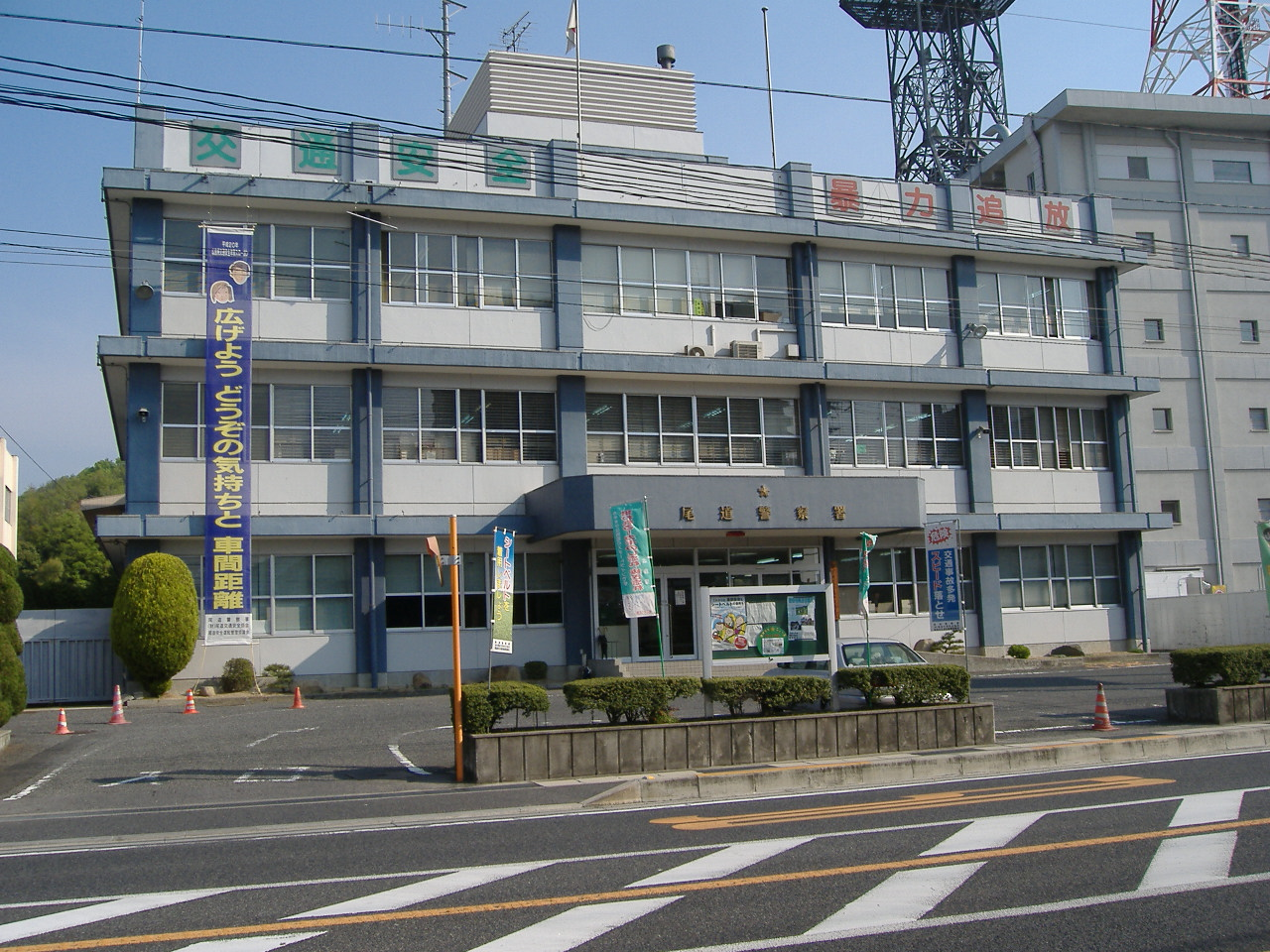
尾道警察署

尾道市役所
総合支所 …… 因島
支所 …… 御調、向島、浦崎、百島、瀬戸田
出張所 …… 重井、中庄、三庄、東生口
連絡所 …… 向東
広島県警
尾道警察署 …… 浦崎町を除く旧・尾道市域、旧・御調町、旧・向島町地域を管轄。
尾道警察署因島分庁舎 …… 旧・因島市、旧・瀬戸田町地域を管轄。
福山西警察署 …… 尾道市市域では浦崎町を管轄。
尾道市消防局
尾道市・三原市消防指令センター
尾道消防署 …… 北出張所、御調分署、向島分署
尾道西消防署 …… 2008年4月1日より西分署より昇格。
因島消防署 …… 瀬戸田分署

### 官公庁・公的機関
福山市とともに備後都市圏を所管するため、一部の県庁所在地よりも国の出先機関が多い。
国の機関
防衛省
自衛隊広島地方協力本部尾道出張所
法務省
広島刑務所尾道刑務支所
広島地方検察庁尾道支部
尾道区検察庁
広島法務局尾道支局
財務省
尾道税務署
神戸税関福山税関支署尾道糸崎出張所
神戸税関福山税関支署因島出張所
厚生労働省
尾道公共職業安定所
尾道労働基準監督署
農林水産省
神戸植物防疫所尾道出張所
国土交通省
第六管区海上保安本部尾道海上保安部
中国運輸局尾道海事事務所
中国運輸局因島海事事務所
裁判所
広島地方裁判所尾道支部
尾道簡易裁判所
県の機関
東部県税事務所尾道分室
東部厚生環境事務所東部保健所
東部農林水産事務所尾道農林事業所
民間の機関
本州四国連絡高速道路株式会社しまなみ尾道管理センター
中国電力尾道営業所
日本郵便尾道郵便局ほか

## 議会

### 尾道市議会
- 定数：28人
- 任期：2023年5月1日 - 2027年4月30日[23]
- 第73代議長：福原謙二（公明党）（2025年6月16日 - ）[24]
- 副議長：1年の交代を申し合わせている[25][24]

### 広島県議会
- 選挙区：尾道市選挙区
- 定数：3人
- 任期：2019年4月30日 - 2023年4月29日
- 投票日：2019年4月7日
- 当日有権者数：114,500人
- 投票率：45.26％

| 候補者名 | 当落 | 年齢 | 所属党派   | 新旧別 | 得票数   | 備考               |
| -------- | ---- | ---- | ---------- | ------ | -------- | ------------------ |
| 吉井清介 | 当   | 60   | 無所属     | 元     | 21,414票 |                    |
| 高山博州 | 当   | 65   | 自由民主党 | 現     | 11,544票 | 2022年2月7日に辞職 |
| 金口巖   | 当   | 64   | 無所属     | 現     | 9,588票  |                    |
| 松浦幸男 | 落   | 76   | 自由民主党 | 現     | 8,643票  |                    |

### 衆議院
広島県第5区
- 選挙区：広島5区（呉市、竹原市、三原市（旧本郷町域）、尾道市（旧瀬戸田町域）、東広島市（旧安芸津町域）、江田島市（旧江田島町域）、豊田郡）
- 任期：2021年10月31日 - 2025年10月30日
- 当日有権者数：242,034人
- 投票率：54.52％

| 当落 | 候補者名   | 年齢 | 所属党派   | 新旧別 | 得票数   | 重複 |
| ---- | ---------- | ---- | ---------- | ------ | -------- | ---- |
| 当   | 寺田稔     | 63   | 自由民主党 | 前     | 74,362票 | ○    |
|      | 野村功次郎 | 51   | 立憲民主党 | 新     | 41,788票 | ○    |

広島県第6区
- 選挙区：広島6区（三原市の一部、尾道市（旧瀬戸田町域を除く）、府中市、三次市、庄原市、世羅郡、神石郡）
- 任期：2021年10月31日 - 2025年10月30日
- 当日有権者数：294,154人
- 投票率：56.35％

| 当落 | 候補者名 | 年齢 | 所属党派   | 新旧別 | 得票数   | 重複 |
| ---- | -------- | ---- | ---------- | ------ | -------- | ---- |
| 当   | 佐藤公治 | 62   | 立憲民主党 | 前     | 83,796票 | ○    |
| 比当 | 小島敏文 | 71   | 自由民主党 | 前     | 79,158票 | ○    |

## 姉妹都市・提携都市

### 日本国内
- 今治市（愛媛県）
- 松江市（島根県）

このほか、瀬戸内の小京都「尾道」として全国京都会議に加盟している。

### 海外
友好交流都市
- オンフルール市（フランス）
- 釜山広域市中区（大韓民国）
- 嘉義市（中華民国）[27]
- 台中市（中華民国）

## 名所・旧跡・観光スポット
尾道地区は戦火を免れたため、「西の小京都」や「瀬戸内の小京都」と呼ばれるほど多くの大小の寺が今もなお点在している。島嶼部は海や植物等の自然に関するレジャー施設が点在する。

### 名所・旧跡
神社仏閣

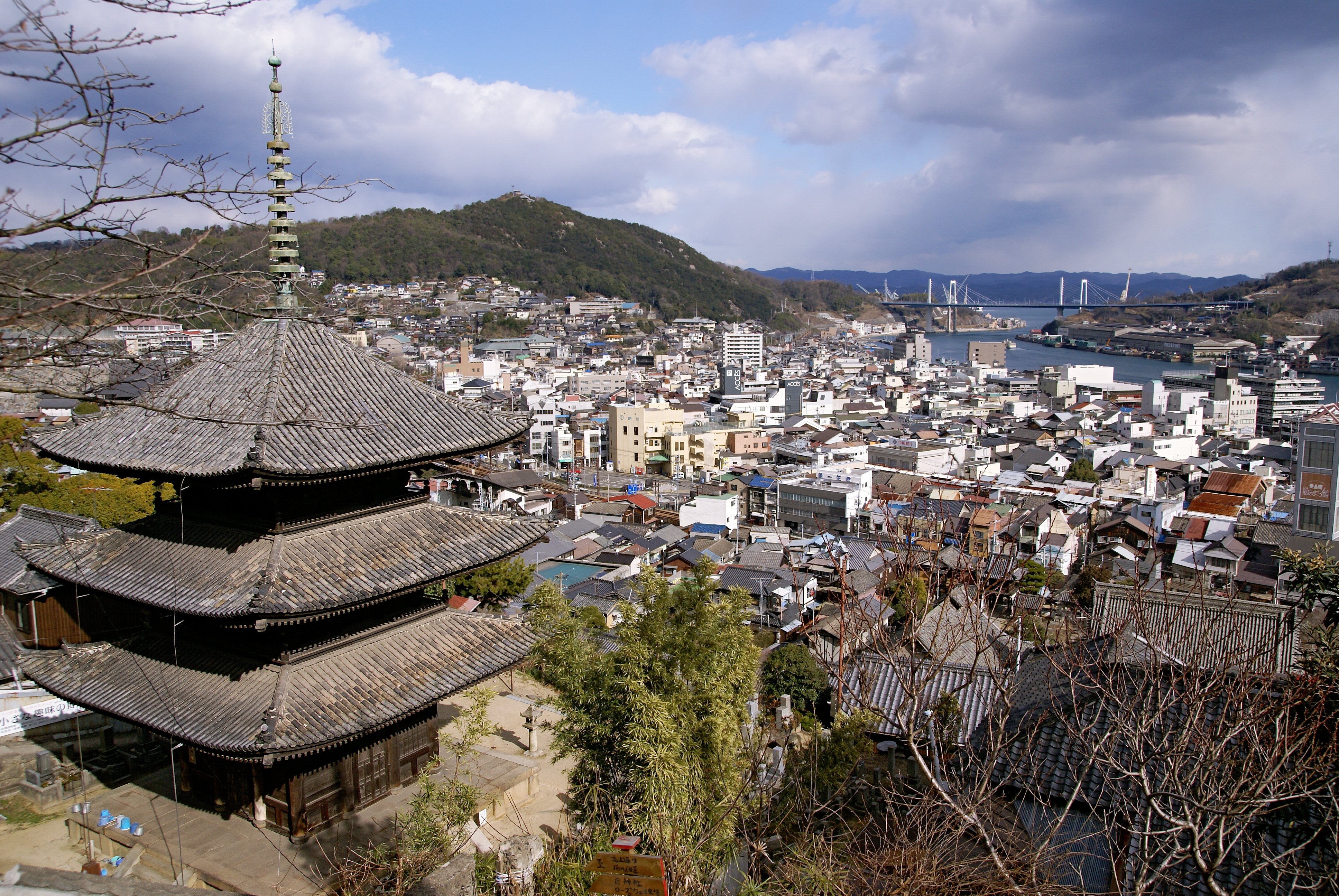
千光寺山から西国寺山山腹にかけて多数ある古寺

「古寺めぐりコース」という市内中心部の寺院を散策するための石畳で舗装された道があり、沿道に以下の神社仏閣がある。これらのうち、持光寺、天寧寺、千光寺、大山寺、西國寺、浄土寺、海龍寺は「尾道七佛めぐり」を構成している。
- 日輪山金剛台院持光寺（禅林寺派） …… アジサイ寺として知られる。
- 淸淨山寶幢院光明寺（禅林寺派） …… 横綱陣幕久五郎ゆかりの寺。
- 無量山海福寺（時宗） …… 三ツ首様伝説で知られる。
- 如意山宝土寺（禅林寺派） …… 境内西側にある吉備津彦神社（一宮神社）の神宮寺。
- 得生山安楽院信行寺（浄土宗） …… 尾道の歴史書『尾道志稿』の著者でかつての豪商油屋亀山士綱の墓、幕末維新の頃に尾道から大阪間の船使を開いた回船問屋竹内要助一門の墓、落語家で旅芸人であった尾道文治（旅文治ともいう）こと桂文治の墓がある。
- 大寶山權現院千光寺（真言宗） …… 市街、尾道水道、向島が一望できる。千光寺公園から徒歩約10分。
- 海雲山天寧寺（曹洞宗） …… 三重塔は国の重要文化財（創建時は五重塔。江戸時代に改築）。
- 艮神社 …… 尾道最古の神社。真上を市営千光寺山ロープウェイが通っている。
- 本覺山妙宣寺（日蓮宗） …… 尾道唯一の日蓮宗寺院。加藤清正を祀るお堂があり、中にある清正の像は毎年清正公まつりで公開されている。
- 欣求山安養院慈観寺（時宗） …… ぼたん寺として知られる。
- 傳法山正授院善光寺（浄土宗） ……  尾道社寺めぐり十七番札所。東京都目黒区の祐天寺と関係が深く、祐天上人の真筆名号やゆかりの品々がある。石造常念物五万日廻向塔は市の重要文化財。
- 潮音山善勝寺（真言宗）
- 福善寺（浄土真宗）
- 御袖天満宮 …… 菅原道真ゆかりの宮。
- 米瑠山天神坊大山寺（醍醐派）
- 尾陽山願王院常称寺（時宗）
- 金剛院（真言宗）
- 摩尼山總持院西國寺（醍醐派） …… 真言宗醍醐派大本山。鎌倉時代以来の堂塔が居並ぶ。金堂、三重塔は国の重要文化財。
  - 西國寺持善院
- 龜遊山淨泉寺（本願寺派）
- 来迎山引接院正念寺（時宗）
- 慈雪山尊光寺（本願寺派） …… 尾道では珍しい現代建築の寺。
- 智月山（獅子山）等持院西鄕寺（時宗） …… 本堂、山門は国の重要文化財。
- 龍頭山海徳寺（時宗）
- 轉法輪山大乘院浄土寺（時宗） …… 足利尊氏ゆかりの寺。
- 海龍寺（真言宗）

「古寺めぐりコース」沿道以外には以下の神社仏閣がある。
- 潮聲山耕三寺（本願寺派） …… 瀬戸田町（生口島）。西の日光と謳われる程の荘厳な寺。
- 潮音山向上寺（曹洞宗） …… 瀬戸田町（生口島）。三重塔は国宝。
- 久保八幡神社 …… 西久保町。八坂神社、来迎山引接院正念寺、龜遊山淨泉寺、慈雪山尊光寺などに囲まれている。
- 三成八幡神社 …… 美ノ郷町。宗重院の管理下（別当寺）であった。
- 烏須井八幡神社 …… 西則末町。御祭神は応神天皇、神功皇后、仲哀天皇。尾道町、向島東村、向島西村、三成村、本郷村と5つの町村の氏神であったことから「五箇村頭八幡宮」と呼ばれ、明治時代の「栗原八幡神社」を経て現在の名前となった。縁結びの神様として有名。

公園・庭園
- 千光寺公園 …… 桜の名所。麓から市営千光寺山ロープウェイが通じている。公園内には尾道市立美術館、文学のこみちがある。 
  - 千光寺山グリーンランド …… 上記公園内にあった遊園地。廃園。
- 広島県立びんご運動公園 …… 県立の総合運動公園。
  - 尾道しまなみ球場 …… 上記公園内にある野球場。プロ野球の試合も開催される。
- 御調ソフトボール球場
- 御調グラウンド・ゴルフ場
- みつぎグリーンランド …… 1979年に旧・御調町が整備した森林レクリエーション施設。2018年に発生した西日本豪雨により被災し長期休業中[30]。
- 向島洋らんセンター
- 尾道市因島フラワーセンター
- シトラスパーク瀬戸田 …… 世界中の柑橘類を扱ったテーマパーク。
- 因島大橋記念公園 …… 因島大浜町。広々とした芝生、野外ステージ、子供達の広場があり、付近に釣り場、大浜海水浴場、大浜埼灯台もある。
- 古浜町公園（旧・古浜児童公園） …… 蒸気機関車D51形422号機を展示している。

美術館・資料館
- 尾道市立美術館 …… 千光寺公園内。
- なかた美術館 …… 私設の美術館。
- おのみち文学の館 …… 志賀直哉、中村憲吉の旧居がある。
- 圓鍔勝三彫刻美術館（旧・圓鍔記念館）
- おのみち歴史博物館
- おのみち映画資料館
- 因島水軍城 …… 因島中庄町。村上水軍についての資料が展示されている。
- 平山郁夫美術館 …… 瀬戸田町（生口島）。
- 本因坊秀策囲碁記念館 …… 因島外浦町。二大碁聖として知られる本因坊秀策の父母に送った手紙や、署名入りの碁盤など、数多くの遺品が展示されている。

展望台

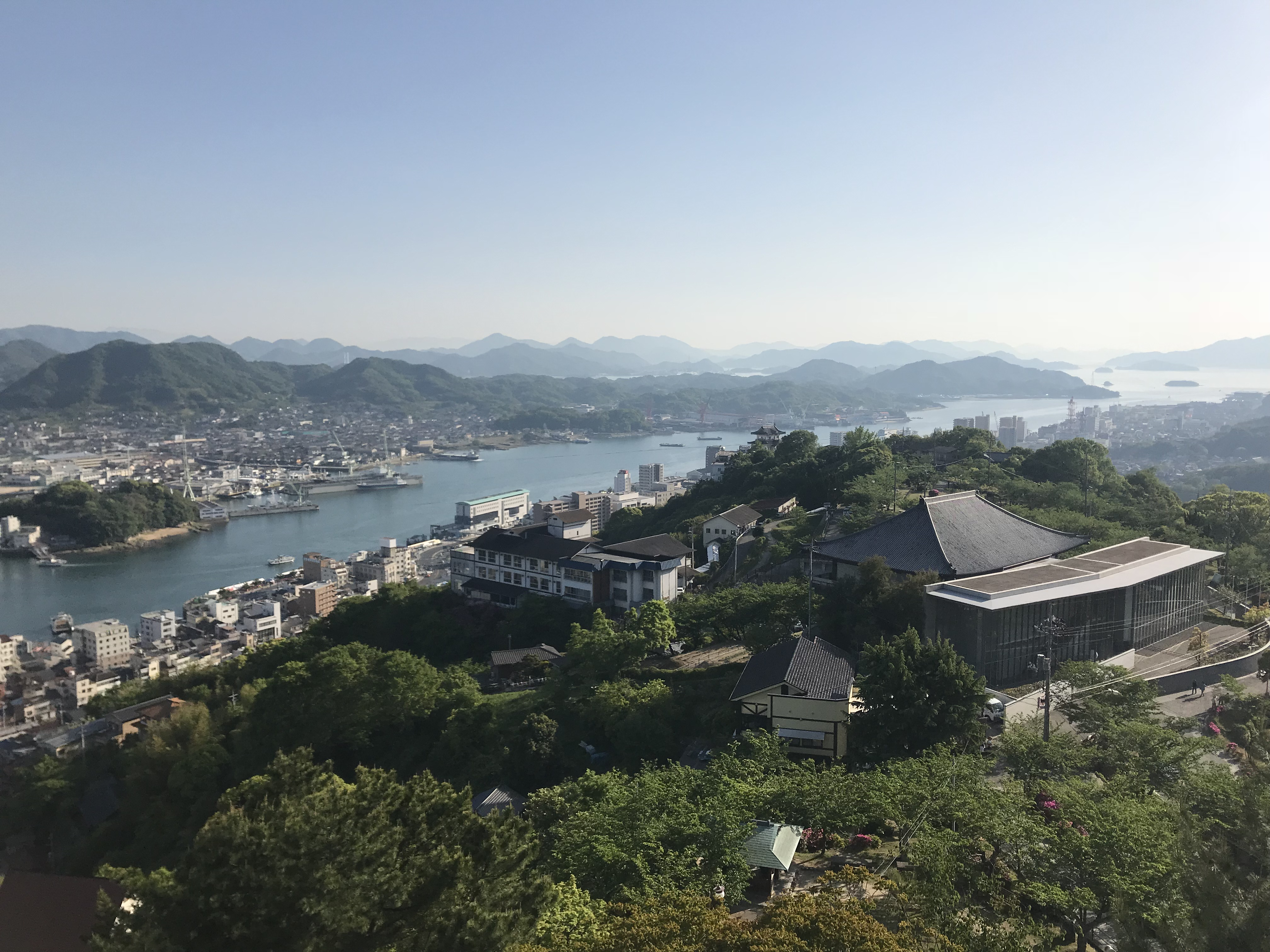
千光寺山展望台からの光景

- 千光寺頂上展望台 …… 千光寺公園頂上エリアに、新しい展望台「ＰＥＡＫ」が2022年3月29日にオープンした。
- 千光寺公園視点場……尾道城跡（千光寺公園西側）に、新しい眺望スポット「ＭｉＴｅＭｉ（みてみ）」が2022年3月11日にオープンした（愛称は同年11月に公募により決定。）。
- 浄土寺山（瑠璃山）展望台 …… 浄土寺の背後にそびえる山の頂上にある。
- 高見山 …… 電波塔が多数建てられている。瀬戸内海の島々の眺望が出来る。
- 白滝山 …… 因島重井町。山頂周辺には五百羅漢が据えられている。
- 因島公園 …… 因島土生町。四国連山や、瀬戸内海の島々の眺望が出来る。
- 大浜埼灯台 …… 因島大浜町。

史跡・建築
- 備後福山藩番所跡 …… 備後福山藩の番所建物と方角、広島藩との境界を示す石碑等が現存。街道を見下ろす往時のまま残っている番所跡は全国的に希少である（尾道ふくしむら付近、防地峠）。
- 海物園跡 …… 塩田を経営して隆盛をきわめた富島家が島崎一円を庭園とした跡。広島藩内では「西の縮景園、東の海物園」と謳われた程であるが、現在は沼となっている。
- 竹村家 …… 『東京物語』のロケ地の一つ。国の登録有形文化財。
- 旧和泉家別邸 …… 近代尾道における別邸建築の代表的なもの。国の登録有形文化財。
- みはらし亭 …… 近代尾道における別邸建築の代表的なもの。国の登録有形文化財。
- 吉原家住宅 …… 日本最古の庄屋住宅。国の重要文化財。

温泉
- 養老温泉
- 尾道ふれあいの里
- 原田ゆうじん温泉

海水浴場
- 干汐海水浴場 …… 営業休止中。
- 立花海水浴場
- 岩子島海水浴場
- 大浜海水浴場（しまなみビーチ）
- 瀬戸田サンセットビーチ

その他

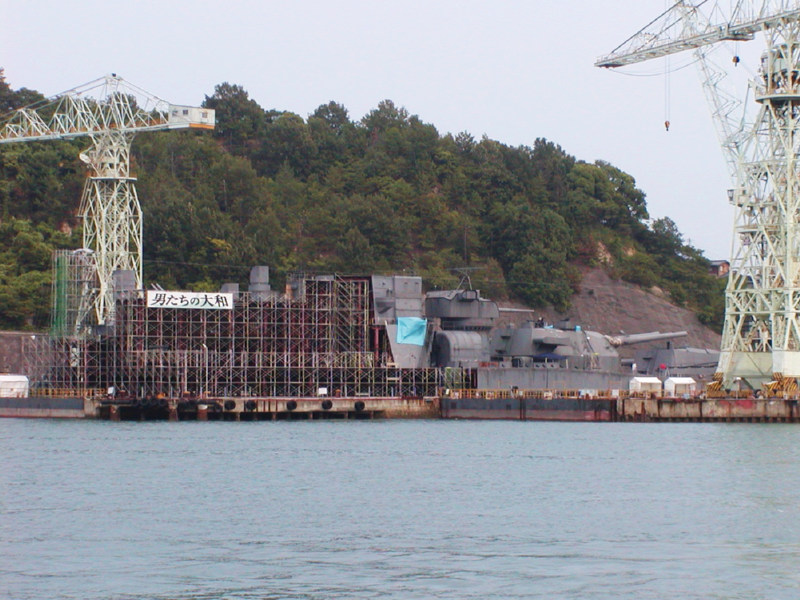
対岸からみた実物大戦艦大和オープンセット

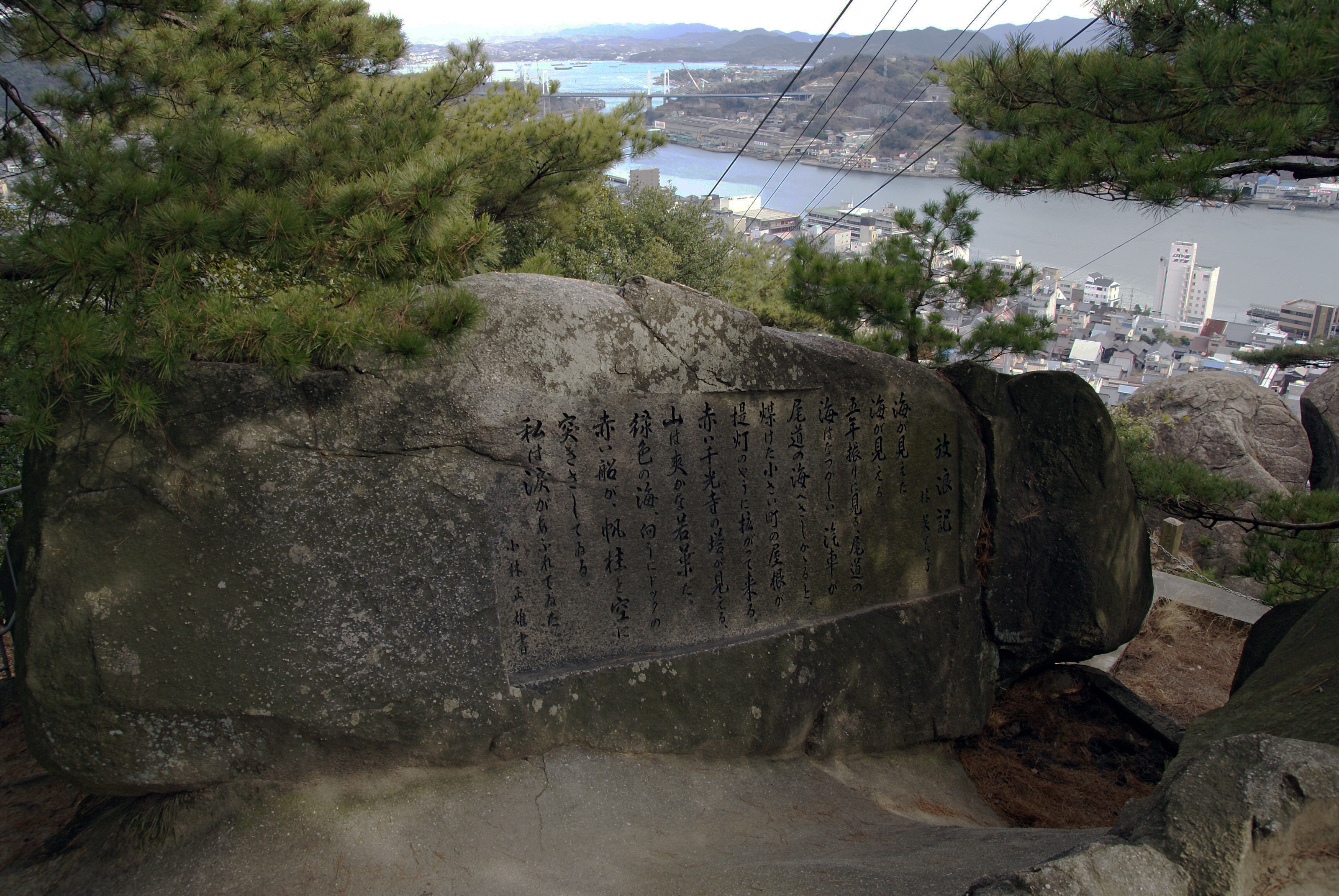
文学のこみちに配置された林芙美子の句碑

このほか、『男たちの大和/YAMATO』撮影用に日立造船向島西工場跡地に造られた実物大戦艦大和オープンセットが、2006年5月まで一般公開されており人気を集めていた。このオープンセットは解体後、その一部や小道具類が呉市海事歴史科学館（大和ミュージアム）に寄贈されている。
- 文学のこみち …… 千光寺公園内。千光寺山登山道に尾道にゆかりのある文学人の句碑が配置されている。
- 足形みち……尾道市内の各所に、尾道市を訪れた有名人の足形が配置されている。
- しまなみ交流館
- 鼻の地蔵さん …… 因島三庄町。岬の突端の岩に彫られた地蔵尊の傍の小石を持ち帰ると、子授け、安産、厄除など女性の願いが叶うといわれている。地蔵鼻ともいう。
- 岩屋巨石 … 向東町。岩屋山山頂付近にある巨石群[31]。
- 猫の細道 …… 艮神社の東側から海雲山天寧寺三重塔にかけて続く細い路地。地域猫が多く集まっているほか、複数のアートスポットがある。

### 祭事・行事
- 尾道みなと祭（4月下旬） …… 平山霊神社（尾道住吉神社）の例祭。
- おのみち住吉花火まつり（7月最終週の土曜日） …… 平山霊神社（尾道住吉神社）の祭礼。
- ホーランエ（7月頃） …… 高根厳島神社の例祭。
- 岩子島厳島神社管弦祭（7月下旬から8月上旬） …… 岩子島厳島神社の例祭。廿日市市の厳島神社の管絃祭に因んでおり、上述の岩子島と三原市の鯨島を御座船が遊覧・参詣する[9][32]。
- 因島水軍まつり（8月頃） …… 因島を支配していた村上水軍にちなんで行われるイベント。
- 尾道灯りまつり（10月上旬） …… 港町だった尾道に船が入る際に目印としていた常夜灯が寺まで続く様子を現代に再現したもの。
- ベッチャー祭り（11月1日 - 3日） …… 吉備津彦神社（一宮神社）の祭礼。
- 御調町秋祭り（10月頃） …… 年によって異なるが、主に尾道市御調支所周辺で行われる。

### 名産品・名物
グルメ
- 尾道ラーメン …… 小魚で出汁をとった醤油味のスープと背油が特徴。1990年代にメディアなどに取り上げられ名物となった。
- 鯨羊羹 …… 鯨のおばいけ（鯨の脂皮を薄く切って湯引きしたもの）を模した棹菓子。
- 賀日あえ …… アナゴとホウレンソウの和え物。

農産物・農産加工品
- 柿 …… 御調町菅野地区の有名品。御調町のカントリーサインには串柿のイラストが描かれている。
- 蓬莱柿（ほうらいし） …… イチジクの品種の一つ。全国一の生産量を誇り、2015年に尾道ブランド第1号として認証された[33]。

水産物・水産加工品
- 味付ちりめん
- 蒲鉾
- でべら …… 小型のカレイまたはヒラメを天日干しにしたもの。

伝統工芸品
- 尾道帆布 …… 機帆船時代から尾道で生産されている帆布を用いたバッグ等を製造している。
- びんご畳表 …… 備後地方のイグサで織られた畳。

その他
- ドビン …… かつて「古寺めぐりコース」などに現れ「観光ガイド犬」として親しまれた犬。

## 経済・産業
旧来より北前船が寄港するなど港町、商都として栄えた。戦前までは広島市に匹敵する程の経済力を持っていたといわれ、りそな銀行、三井物産など、多数の銀行の本店や企業の支店なども存在していた。また、水運に恵まれている立地から、古くから尾道、向島、因島に造船所が存在し、商都のみならず工業都市の一面も持っており、特に因島は造船景気で栄えていた。近年は造船業の斜陽化により衰退の一途を辿りつつも、「瀬戸内の十字路」として交通条件の良さを利用し、工業団地の造成により他産業の誘致を進めている。

### 経済
商店街（市内中心部商業地区）
- 一番街商店街
- 土堂中商店街
- 本町センター商店街
- 中央商店街
- 尾道通り商店街（旧・金座街）
- 久保本町商店街

主な商業施設
- フジグラン尾道
- イオンスタイル尾道（旧・イオン尾道店）
- 尾道福屋
- ゆめマート尾道店
- ハローズ …… 東尾道店、因島店、尾道店
- 天満屋ハピータウン向島店
- 万惣尾道店
- フレスタ向島店
- エブリイ …… 尾道新浜店、向島店

金融機関
- 都市銀行

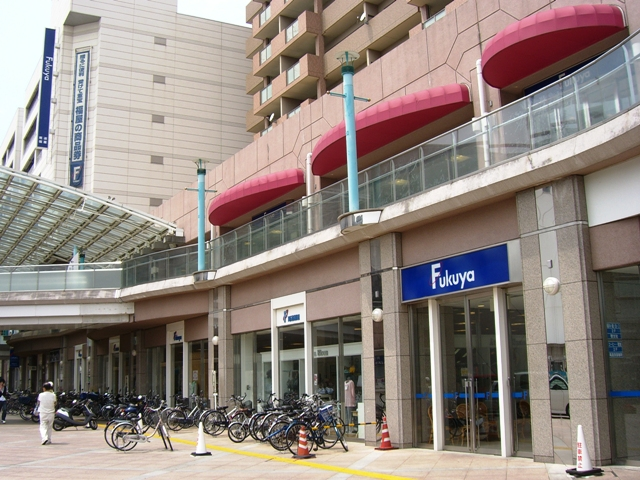
尾道福屋

  - 三井住友銀行 …… 旧・住友銀行初の支店として開設された。
- 地方銀行
  - 広島銀行 …… 当銀行の発祥地でもある。
  - 中国銀行
  - 伊予銀行
  - 山口銀行 …… 法人営業のみ。
- 第二地方銀行
  - もみじ銀行
  - 愛媛銀行
- 信用金庫・信用組合
  - 広島県信用組合
  - しまなみ信用金庫
  - 備後信用組合
  - 中国労働金庫
- 特殊法人
  - 日本政策金融公庫
- 証券会社
  - ひろぎん証券
- 保険会社 
  - マニュライフ生命保険
  - 東京海上日動火災保険
  - ジブラルタ生命保険
  - 大同生命保険
  - 日本生命保険
  - 三井住友海上火災保険
  - 明治安田生命

### 産業
現在の主な産業としては下記のものが挙げられる。
- 造船業
- 農業 …… みかん、ぶどう、いぐさ、わけぎなど。
- 漁業及び海産物加工業 …… かまぼこ、干物、イカ加工食品（のしいかのフライ）、佃煮など。
- 観光業
- 製造業 …… 金属加工品、食料品、液晶パネルなど。

尾道市内に本社を置く会社
- 丸善製薬
- 福利物産
- まるか食品
- 内海造船
- 向島ドック
- 尾道造酢
- 啓文社
- 大信産業
- アンデックス
- 河原
- 万田発酵
- ヨコハマタイヤリトレッド

主な工場・事業所
- 尾道造船尾道造船所
- ジャパン マリンユナイテッド艦船事業本部因島工場
- 日立造船因島工場
- 日立造船向島工場
- 内海造船瀬戸田工場
- 内海造船因島工場
- JFE商事造船加工
- 日東電工尾道事業所
- 横浜ゴム尾道工場
- プレス工業尾道工場
- LIXIL尾道工場
- ユニオンプレート工場
- コカ・コーラウエストジャパン尾道営業所
- 読売新聞尾道印刷工場
- シノブフーズ（シノブデリカ）尾道工場
- アステム尾道営業所
- ティーエスアルフレッサ尾道物流センター
- 日本生活協同組合連合会 尾道流通センター
- 神明中四国工場

## マスメディア
尾道市内に事業所があるものを記載する。
テレビ局
- 中国放送尾道テレビ中継局 …… 高見山に設置されている。
- NHK広島放送局尾道支局
- ちゅピCOM尾道局

ラジオ局
- エフエムおのみち79.4

新聞社
- 中国新聞尾道支局、因島支局
- 毎日新聞尾道支局
- 読売新聞社尾道通信部
- 産経新聞尾道通信部
- 尾道新聞社
- 解放新聞社広島支局
- せとうちタイムズ
- びんご経済レポート（有限会社備後レポート社）
- 経済リポート尾道支局

その他
- 尾道フィルムコミッション

## 運輸・交通

### 鉄道・索道

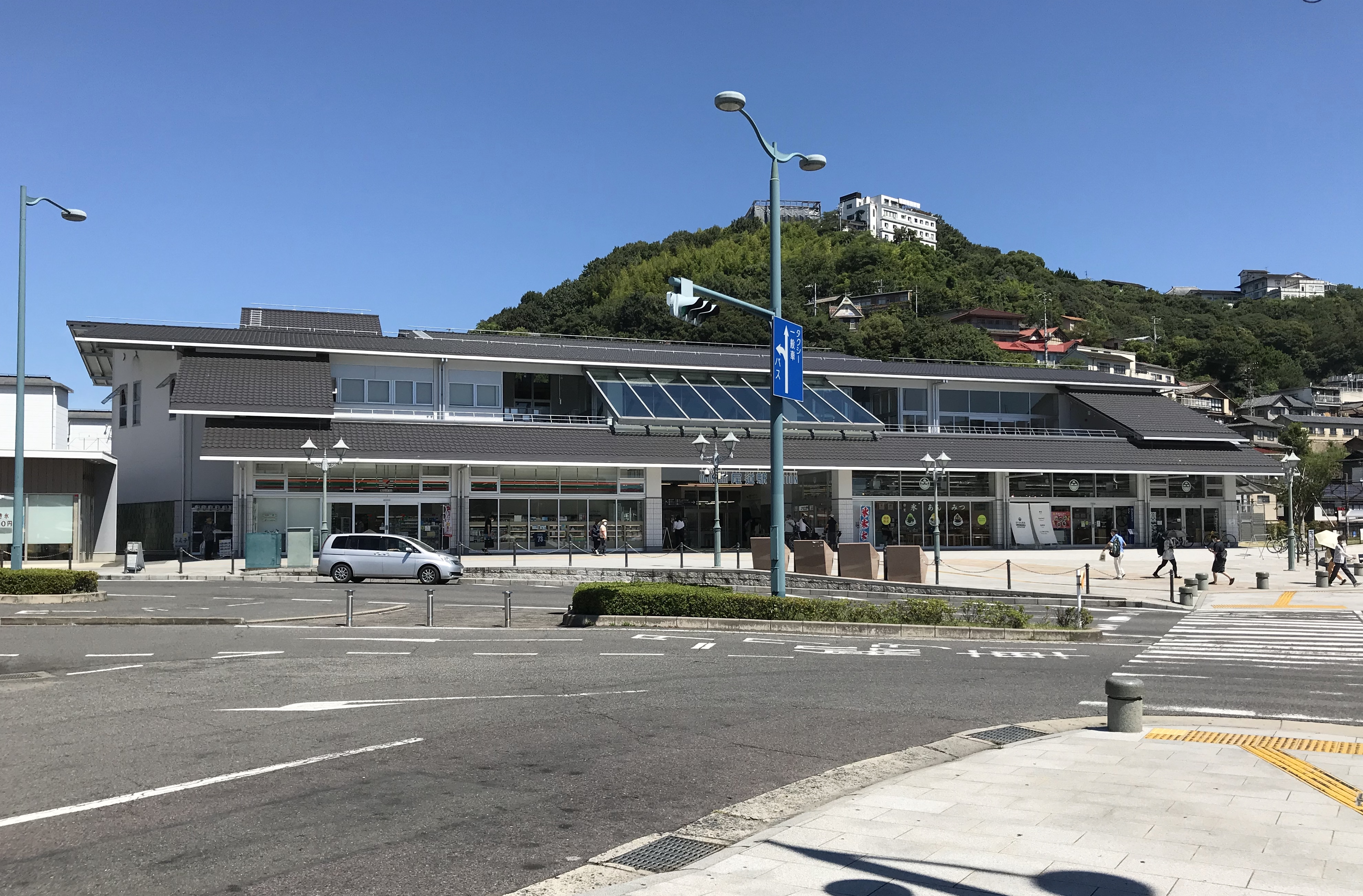
山陽本線尾道駅

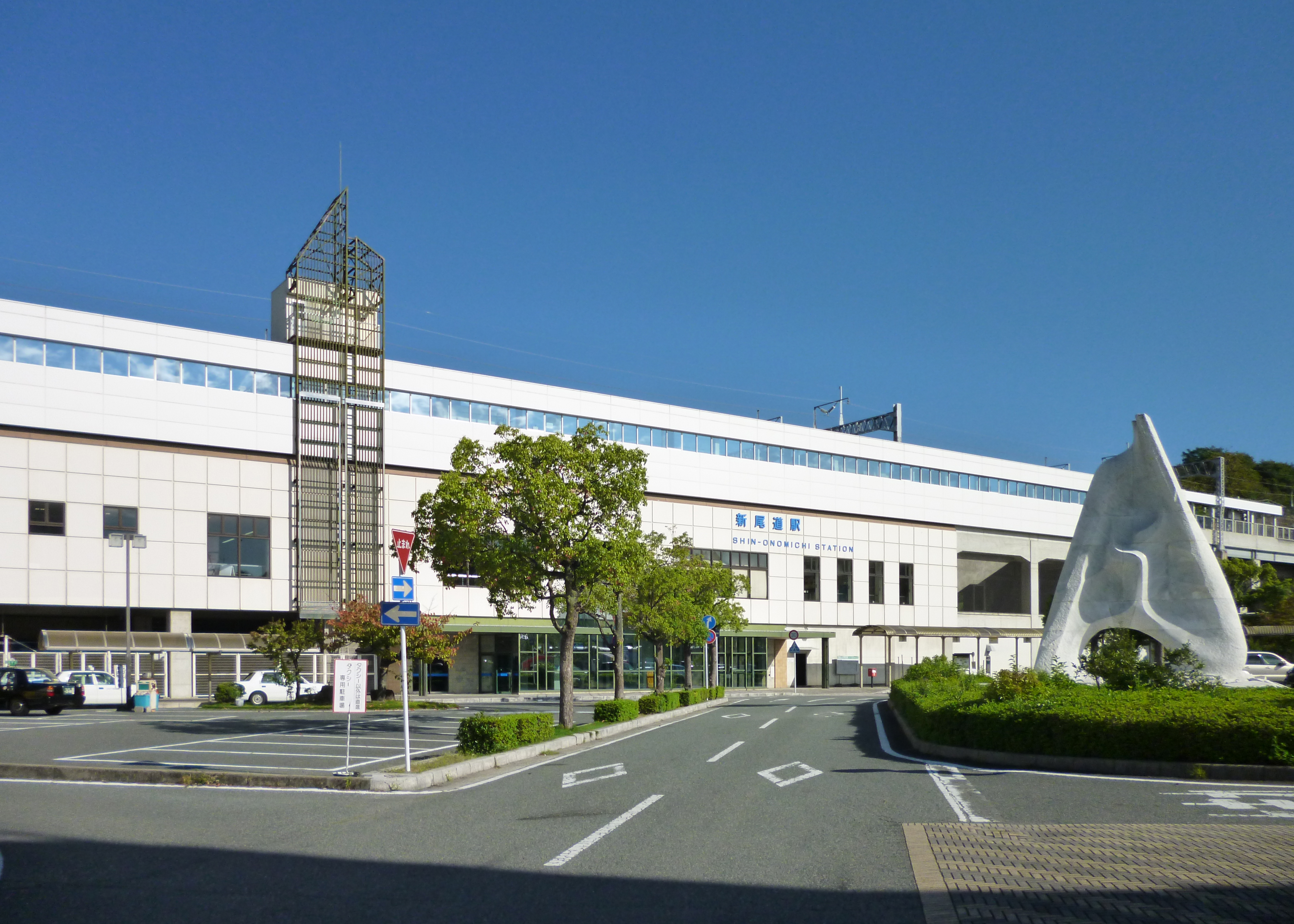
山陽新幹線新尾道駅

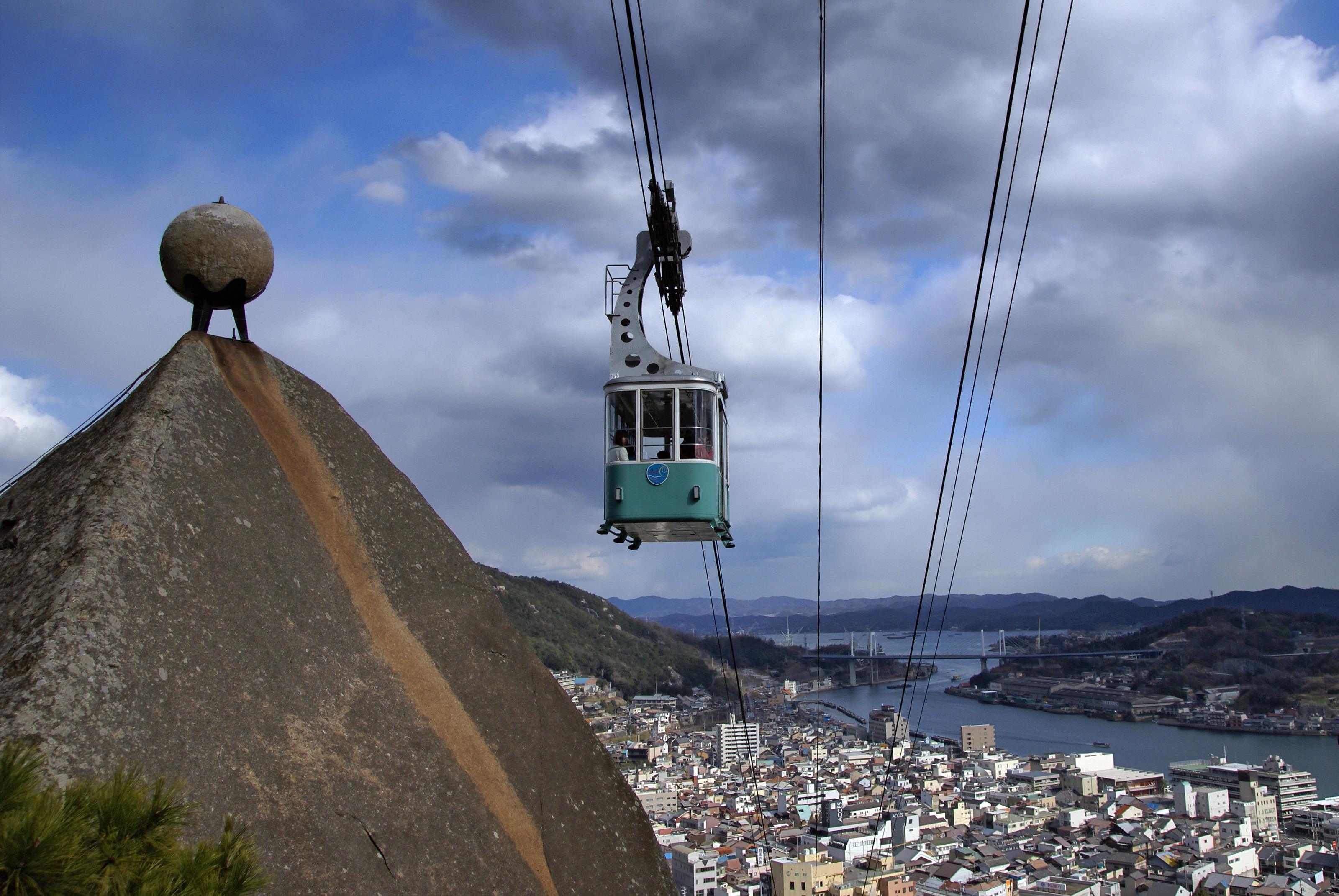
市営千光寺山ロープウェイ

新尾道駅は市街地から離れているため、関西方面から山陽新幹線で尾道駅周辺の市中心部にアクセスする場合、「のぞみ」や「さくら」などが停車する福山駅で在来線に乗り換えて尾道駅に向かうルートが本数も多く、所要時間も短い。
1964年までは尾道駅から石畦駅、1957年まではさらに御調郡御調町（2005年に尾道市に編入）の市駅までを結ぶ尾道鉄道（現・中国バス）と呼ばれる私鉄も運行されていた。
- 西日本旅客鉄道（JR西日本）
  - 山陽本線：（三原方面 - 糸崎） - 尾道駅 - 東尾道駅 - （松永 - 福山・岡山方面）
    - 尾道駅には観光列車etSETOra、ラ・マル しまなみも停車する

  - 山陽新幹線：（博多・広島方面 - 三原） - 新尾道駅 - （福山 - 岡山・新大阪方面）
    - 新尾道駅から尾道駅へは路線バスで約10-15分
- 市営千光寺山ロープウェイ …… 山麓 - 山頂間

### バス

#### 市内バス
おのみちバスが市内を走る路線バスを運行している。
- 東西本線：鳴滝登山口 - 合同庁舎入口 - 尾道駅前 - 山波 - 高須車庫 / 東尾道駅
- JA尾道総合病院線：尾道駅前 - 木曽病院 - JA尾道総合病院
- 市民病院線：尾道駅前 - 市民病院
- 尾道市立大学線：尾道駅前 - （DCM尾道店前 - 新尾道駅 - 栗原小学校北 - 門田 - JA尾道総合病院） - 市立大学（ - 陽光台）
- 三美園線：尾道駅前 - （北高入口・新尾道駅 / 市役所） - 北久保 - 三美園
- 千光寺公園線：尾道駅前 - 北高入口 - 千光寺公園
- 如水館線（尾道駅発着）：尾道駅前 - 北高入口 - 新尾道駅 - 三成 - 如水館
- びんご運動公園線
- 新駅線：尾道駅 - 新尾道駅
- 尾道工業団地線（尾道駅発着）：（高須車庫 - ）尾道駅前 - 福祉センター - （新尾道駅） - 松岡団地口 - 三成 - 尾道工業団地（ - びんご運動公園北門）
- 尾道工業団地線（東尾道駅発着）：東尾道駅 - （東公園 / 池の浦） - 阿草 - 市民病院 - 三美園団地西 - 三成 - 尾道工業団地
- 尾道工業団地線（松永駅発着 トモテツバスと共同運行）：松永 - 松永駅南口 - 長和島南 - 南松永 - 西藤口 - 西藤農協 - 三成 - 尾道工業団地
- 瀬戸田線：（総合病院 - ）尾道駅前 - 市民病院 - 二番潟（向島） - 向島農協 - 重井BS（因島） - 生口橋入口（生口島） - 瀬戸田港
- 因島線（尾道因島線 おのみちバス・本四バス開発・因の島バスの共同運行）：尾道駅前 - 浄土寺 - 二番潟（向島） - 向島農協 - 因島大橋（大浜 因島） - 因島北IC入口 - 金山 - 土生港
- 向東線：向島支所 - 駅前渡船 - （兼吉） - 二文堂 - 歌 - 潮見ヶ浜
- 立花線：向島支所 - 駅前渡船 - （兼吉） - 江の浦
- 向島西循環線：駅前渡船 - 向島支所 - 有井 - （岩子島） - 御幸橋 - 駅前渡船 - 向島支所

中国バスは尾道市と府中市・世羅町を結ぶ路線などを運行している。
- 福山・市・如水館線、金丸・市・如水館線：（如水館 - ）市出張所 - クロスロードみつぎ - 御調高校前 - 三郎の滝 - 目崎車庫（ - 府中駅前 - 金丸車庫 / 福山駅）
- 尾道・新尾道・市・甲山線：尾道駅前 - （桜土手経由 / 長江経由） - 新尾道駅 - 三成 - 市出張所 - クロスロードみつぎ - 御調高校前 - （大和経由 / バイパス経由） - 甲山
- 尾道・原田線：尾道駅前 - （長江経由） - 新尾道駅前 - 三成 - 瓦焼 - （枝上 原田）

鞆鉄道は尾道市福地や満越（尾道市浦崎町）を発着する路線、尾道市と福山市松永を結ぶ路線などを運行している。
- 三原福地線：三原駅前 - 糸崎駅前 - 福地 - 登山口 / 上福地
- 如水館線（松永駅発着）：松永駅南口 - 長和島南 - 高諸神社 - バイパス東口 - 柳井 - 三成下組 - 如水館
- 尾道工業団地線（松永駅発着 おのみちバスと共同運行）：松永 - 松永駅南口 - 長和島南 - 南松永 - 西藤口 - 西藤農協 - 三成 - 工業団地
- 尾道線：尾道駅前 - 太田橋 - 松永 - 赤坂駅前 - 運転免許センター - 福山駅前
- 沼南線：（松永 - ）松永駅南口 - 藤江 - 灘 - 満越 / 常石・沼隈支所方面
- 早戸線：福山駅前 - 運転免許センター - 園芸センター - 藤江 - 灘 - 満越

本四バス開発は生口島や因島を発着する路線を運行している。
- 尾道因島線（おのみちバス・本四バス開発・因の島バスの共同運行）：尾道駅前 - 浄土寺 - 二番潟 - 向島農協（向島） - 因島大橋（因島） - 因島北IC入口 - 金山 - 土生港
- 生口島一周線（東回り・西回り）：瀬戸田港 - 耕三寺 - 瀬戸田診療所前 - 赤崎 - 原桟橋 - 萩 - 瀬戸田港 - 耕三寺 - 瀬戸田診療所前
- 高根線：瀬戸田港・耕三寺 / 瀬戸田診療所前（生口島） - 高根（高根島）
- 瀬戸田港 - 耕三寺 - 瀬戸田診療所前 - 赤崎（生口島） - 土生港（因島）

因の島バスは因島を発着する路線を運行している。
- 尾道因島線（おのみちバス・本四バス開発・因の島バスの共同運行）：尾道駅前 - 浄土寺 - 二番潟 - 向島農協（向島） - 因島大橋（因島） - 因島北IC入口 - 金山 - 土生港
- 因島 島内バス A便：長崎 - 西回り三庄 - 土生港 - 大浜・重井
- 因島 島内バス B便：重井・大浜 - 土生港 - 東回り三庄・長崎

百島と因島で自家用有償旅客運送（市町村運営有償運送）が行われている。
- 尾道市百島町定期輸送車（百島バス）
- 尾道市因島定期輸送車（三浦線）

#### 高速バス
停留所は主なものを示す。
- リードライナー 広島交通・中国バス
  - 道の駅びんご府中 - クロスロードみつぎ - 三原久井 - 高坂BS - 広島バスセンター（高坂BSで広島空港行に連絡）
- フラワーライナー 広島交通・本四バス開発・因の島バス・中国バス
  - 因島（土生港） - 因島大橋 - 向島BS - 向島農協前 - 二番潟 - 尾道駅前 - 三成 - 高坂BS - 広島バスセンター（高坂BSで広島空港行に連絡）
- シトラスライナー 中国バス・本四バス開発・因の島バス
  - 因島（土生港） - 因島大橋 - 向島BS - 向東BS - 福山本郷 - 福山駅前
- キララエクスプレス 中国バス・本四バス開発・伊予鉄バス・瀬戸内しまなみリーディング
  - 福山駅前 - 新尾道駅前 - 向東BS - 向島BS - 因島大橋 - 因島重井BS - 瀬戸田BS - 瀬戸田PA - 松山市駅方面
    - （瀬戸田BS・瀬戸田PAからは因島・向島・新尾道駅・福山方面も相互利用可能、他は県内クローズドア）
- しまなみライナー 中国バス（福山発着便のみ）・鞆鉄道（福山発着便のみ）・瀬戸内運輸・瀬戸内しまなみリーディング・広交観光（広島発着便のみ）
  - 福山駅前 - 向東BS - 向島BS - 因島大橋 - 因島重井BS - 瀬戸田BS - 瀬戸田PA - 今治駅 - 今治桟橋
    - （瀬戸田BS・瀬戸田PAからは因島・向島・福山方面も相互利用可能、他は県内クローズドア）

  - 広島バスセンター - 向東BS - 向島BS - 因島大橋 - 因島重井BS - 瀬戸田BS - 瀬戸田PA - 今治駅 - 今治桟橋
    - （瀬戸田BS・瀬戸田PAからは広島・向島・因島方面も相互利用可能、他は県内クローズドア）
- いしづちライナー しまなみ経由便 瀬戸内運輸・阪神バス
  - 大阪梅田 - 神戸三宮 - 因島重井BS - 瀬戸田BS

- エトワールセト号（夜行） 中国バス・小田急ハイウェイバス 運休中
  - 三原駅前 - 尾道駅前 - クロスロードみつぎ - 福山 - 東京・新宿

### 道路
高速道路
山陽自動車道と尾道自動車道は尾道JCTで接続しているが、両自動車道と西瀬戸自動車道は尾道市内で直接は接続していない（接続構想あり）ため、尾道IC - 西瀬戸尾道IC間で一般道を走るか、尾道ICより一つ岡山寄りの福山西IC（福山市）と西瀬戸尾道ICで相互に接続する国道2号のバイパス（尾道福山自動車道）を使って接続する形となる。
- 山陽自動車道 …… （岡山、福山方面） - 尾道JCT - 尾道IC - （広島、下関方面）
- 尾道自動車道 …… 尾道JCT - 尾道北IC - （中国自動車道三次東JCT方面）
- 西瀬戸自動車道（瀬戸内しまなみ海道） …… 西瀬戸尾道IC - 尾道大橋出入口 - 向東BS - 向島IC/TB - 大浜PA - 因島北IC - 重井BS - 因島南IC - 生口島北IC - 瀬戸田BS - 生口島南IC - 瀬戸田PA/瀬戸田PABS - （今治、四国方面）

一般国道
- 国道2号 …… 岡山方面。広島方面。
- 国道184号 …… 三次方面。松江方面。
- 国道317号 …… 今治方面。松山方面。
- 国道486号 …… 井原、福山北部、府中方面。三原、東広島方面。

主な県道
- 広島県道363号栗原長江線（長江通り）
- 広島県道366号西浦三庄田熊線（因島水軍スカイライン） …… 因島をほぼ一周する県道。

主な橋梁

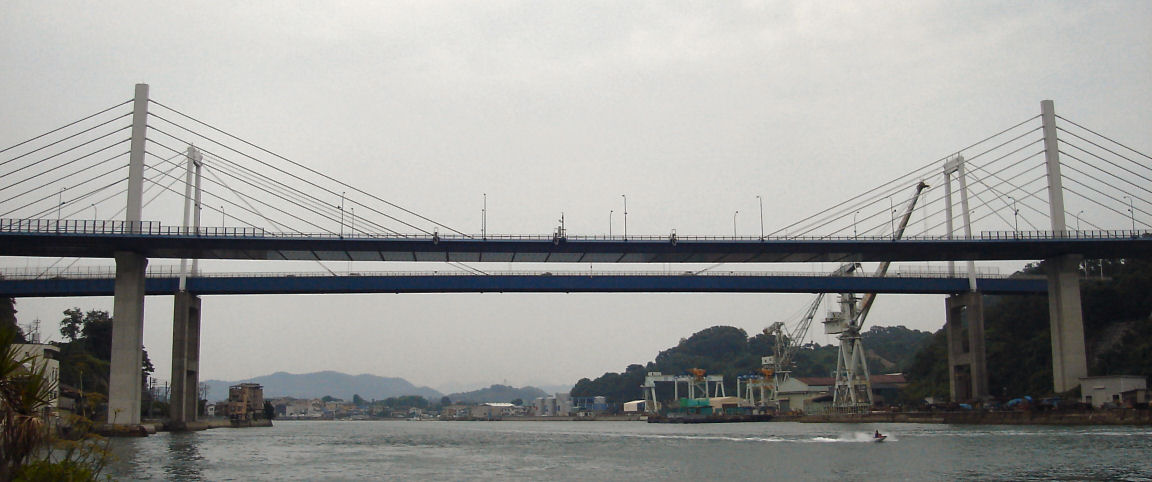
尾道大橋（奥）と並走する新尾道大橋（手前）

- 尾道大橋（国道317号） …… 尾道 - 向島間
- 新尾道大橋（瀬戸内しまなみ海道） …… 尾道 - 向島間
- 向島大橋（農道津部田向島線） …… 向島 - 岩子島間
- 因島大橋（瀬戸内しまなみ海道） …… 向島 - 因島間
- 生口橋（瀬戸内しまなみ海道） …… 因島 - 生口島間
- 多々羅大橋（瀬戸内しまなみ海道） …… 生口島 - 大三島（愛媛県今治市）間
- 高根大橋（市道高根大橋線） …… 生口島 - 高根島間

道の駅
- クロスロードみつぎ（国道184号、国道486号）

パーキングエリア
- 瀬戸田（瀬戸内しまなみ海道）
- 大浜（瀬戸内しまなみ海道）

### 海運
旅客・貨物港湾
- 尾道糸崎港
- 歌港（向島）
- 土生港（因島）
- 重井港（因島）
- 長崎港（因島）
- 金山港（因島）
- 椋浦港（因島）
- 家老渡港（因島）
- 瀬戸田港（生口島）
- 沢港（生口島）
- 洲江港（生口島）
- 垂水港（生口島）
- 鷺港（佐木島）
- 向田港（佐木島）
- 小佐木港（小佐木島）
- 福田港（百島）

漁港
- 第2種漁港
  - 吉和漁港（よしわぎょこう）
- 第1種漁港
  - 串浜漁港（くしはまぎょこう）
  - 海老漁港（えびぎょこう）
  - 泊漁港（とまりぎょこう）
  - 西浦漁港（にしうらぎょこう ）
  - 鏡浦漁港（かがみうらぎょこう ）
  - 大町漁港（おおまちぎょこう）
  - 干汐漁港（ひしおぎょこう）
  - 立花漁港（たちばなぎょこう）

海の駅
- おのみち海の駅

航路

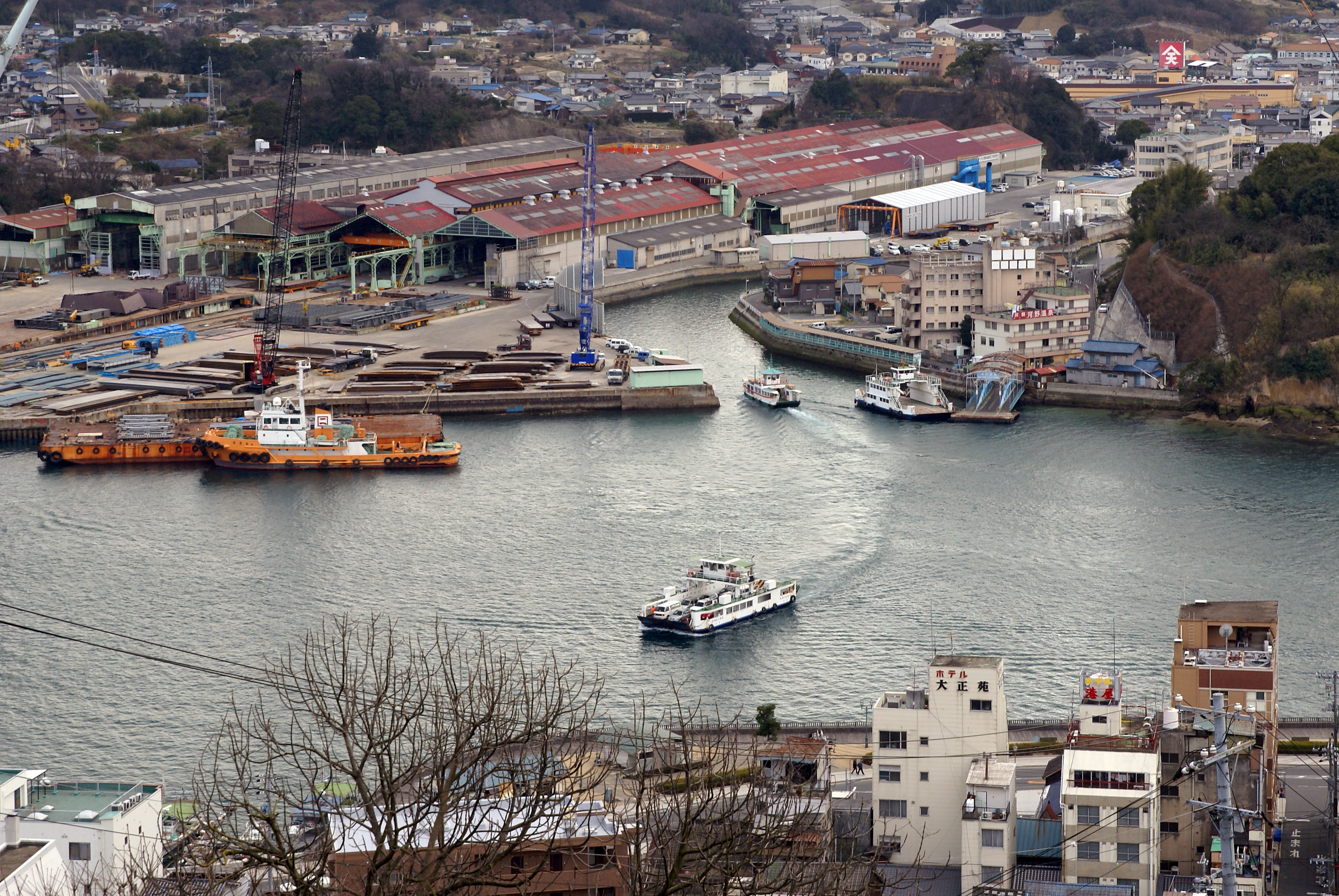
尾道水道の渡船

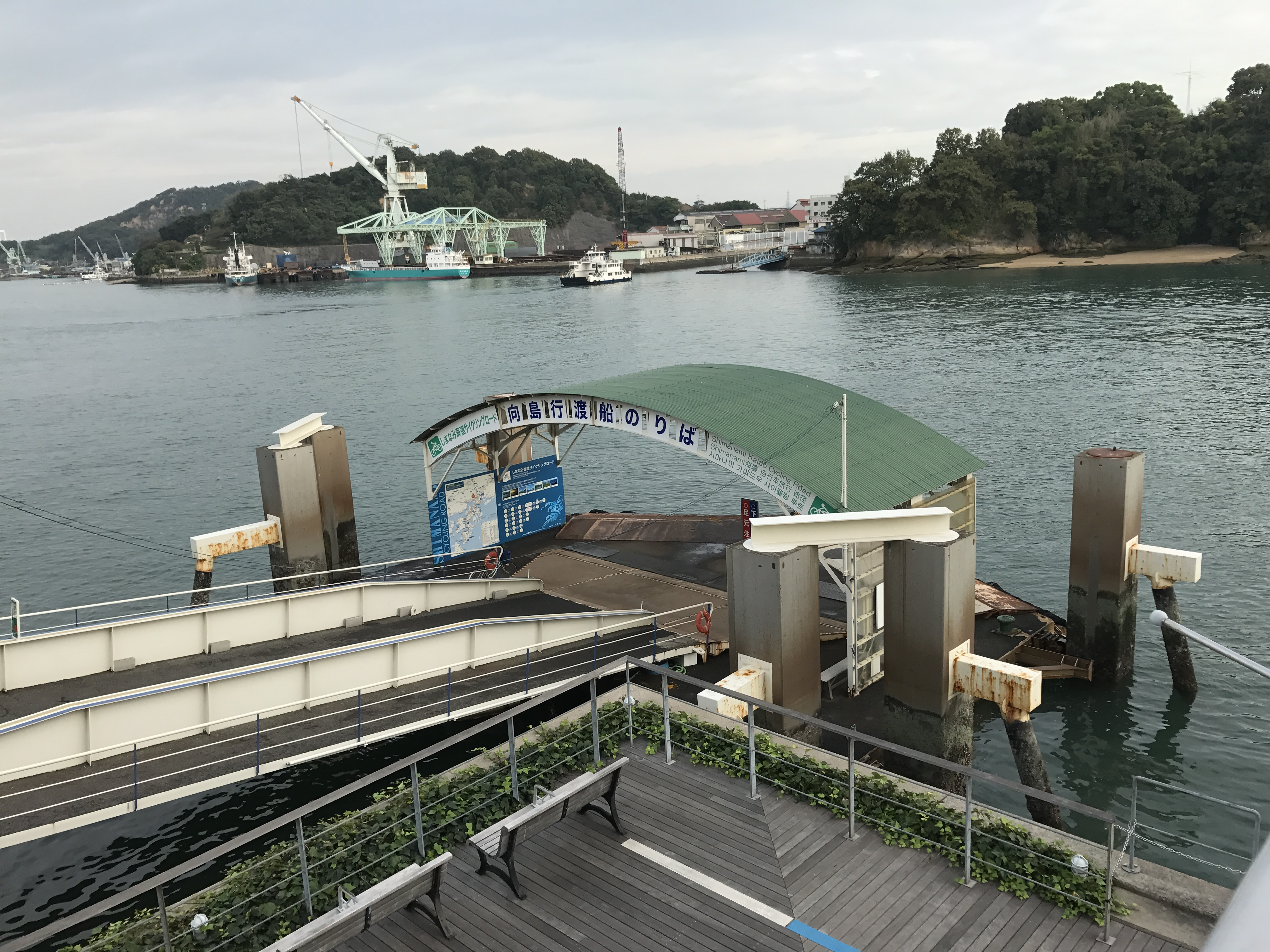
向島行き渡船のりば

因島は愛媛県上島町地域の交通の中心であり、この地域からの定期船は主に因島に航行している。
- 駅前渡船（向島運航）・尾道渡船
  - 尾道 - 向島
- 備後商船
  - 尾道 - 戸崎 - 歌 - 満越 - 福田 - 常石（フェリー・快速船）
- 歌戸運航
  - 歌桟橋（向東町） - 戸崎（浦崎町）
- 瀬戸内クルージング
  - 尾道 - 因島 - 生口島（瀬戸田）（快速船）
- 瀬戸田運航
  - 尾道 - 生口島（瀬戸田） - 因島
- 芸予汽船
  - 因島 - 今治（快速船）
- 土生商船
  - 因島 - 三原（フェリー・快速船）
- 三光汽船
  - 因島 - 生口島（フェリー）
  - 因島 - 生口島 - 岩城島（フェリー）
- 長江フェリー、岩城汽船、因島海運
  - 因島 - 岩城島（フェリー）
- 弓削汽船
  - 因島 - 弓削（フェリー）
- 家老渡フェリー汽船
  - 因島 - 弓削（フェリー）
- 上島町魚島総合支所
  - 因島 - 弓削島 - 魚島（快速船）
- 尾道市因島総合支所
  - 因島 - 細島（フェリー）

### 航空
- せとうちSEAPLANES …… 水陸両用機による遊覧飛行を行っていた。新型コロナウイルスの感染拡大の影響により、2021年1月30日の最終フライトをもって運行終了[40]し、その後会社は清算された。

## 通信

### 電話
市外局番は因島・瀬戸田地域が0845（20 - 39）、その他が0848（20 - 89）となっている。なお、0848（20 - 89）、084（900 - 909、930、933 - 939）は同一区域扱いとなる。旧市外局番が08487だった御調地域は2005年1月、旧市外局番が08452だった因島・瀬戸田地域は2005年2月に変更。
- 0848（20 - 89）・084（900 - 909、930、933 - 939）エリア
  - 三原市（三原・本郷地域）・尾道市（因島・瀬戸田地域を除く）・福山市（松永地域）
- 0845（20 - 39）エリア
  - 尾道市（因島・瀬戸田地域）

### 郵便
尾道市内の郵便物の集配は、以下の郵便局が行っている。
- 尾道郵便局 …… 722-00xx、722-85xx、722-86xx、722-87xx、722-02xx[注 3]
- 宇津戸郵便局（世羅町） …… 722-04xx
- 因島郵便局 …… 722-23xx、722-21xx、722-22xx[注 4]
- 瀬戸田郵便局 …… 722-24xx
- 三原郵便局（三原市） …… 723-00xx、723-85xx、723-86xx、723-87xx、722-03xx、722-15xx、723-01xx、729-03xx、729-04xx、729-22xx[注 5]
- 松永郵便局（福山市） …… 729-01xx、720-05xx、729-02xx[注 6]

## 施設

### 医療・福祉
- 尾道市立市民病院
- 公立みつぎ総合病院
- 尾道市民病院附属瀬戸田診療所 …… 2009年4月に県立瀬戸田病院から移管。
- 尾道総合病院（農協病院） …… 2011年5月に平原台地区へ移転。
- 因島医師会病院
- 因島総合病院
- 尾道総合福祉センター
- 尾道ふくしむら

### 文化・スポーツ施設
ホール
- 尾道市公会堂
- しまなみ交流館
- ベル・カントホール …… 尾道市瀬戸田市民会館内。
- 因島市民会館
- むかいしま文化ホール

図書館
- 尾道市立中央図書館
- 尾道市立みつぎ子ども図書館「すくすく」

尾道市立中央図書館

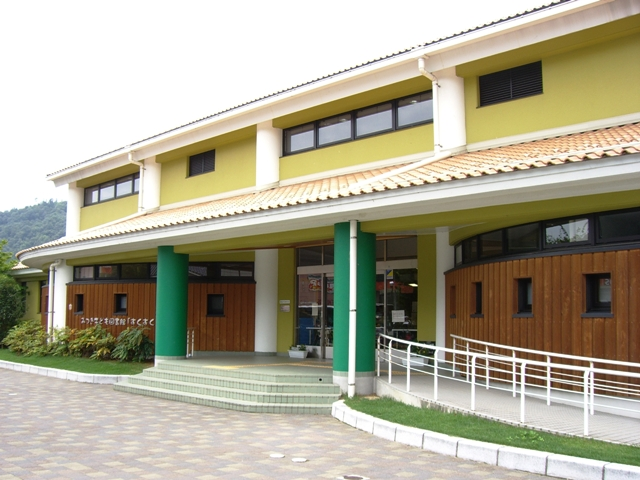
みつぎ子ども図書館「すくすく」

- 尾道市立因島図書館（芸予文化情報センター）
- 尾道市立瀬戸田図書館 …… 尾道市瀬戸田市民会館内。
- 尾道市立向島子ども図書館「わくわく」
- 尾道市立大学付属図書館

スポーツ・公園
- 広島県立びんご運動公園
- 因島フラワーセンター
- 尾道市立千光寺体育館
- 御調町ソフトボール球場
- 長者原スポーツセンター
- 向島運動公園
- 因島運動公園
- 瀬戸田町B&G海洋センター
- 境ガ浜マリーナ（旧・マリンパーク境ガ浜）
- ONOMICHI U2 …… サイクリストの為の複合施設。
- スピードウェイ広島サーキット …… 閉鎖。

映画館
「映画の街」として知られ、1960年代から1970年代にかけて10館ほどの映画館があった。2001年10月に尾道松竹が閉館して映画館がなくなったが、2008年10月にシネマ尾道が開館した。
- シネマ尾道

美術館、博物館、資料館
- 尾道市立美術館 …… 千光寺公園内。
- 尾道市立大学美術館（旧・尾道白樺美術館）
- 圓鍔勝三彫刻美術館（旧・圓鍔記念館）

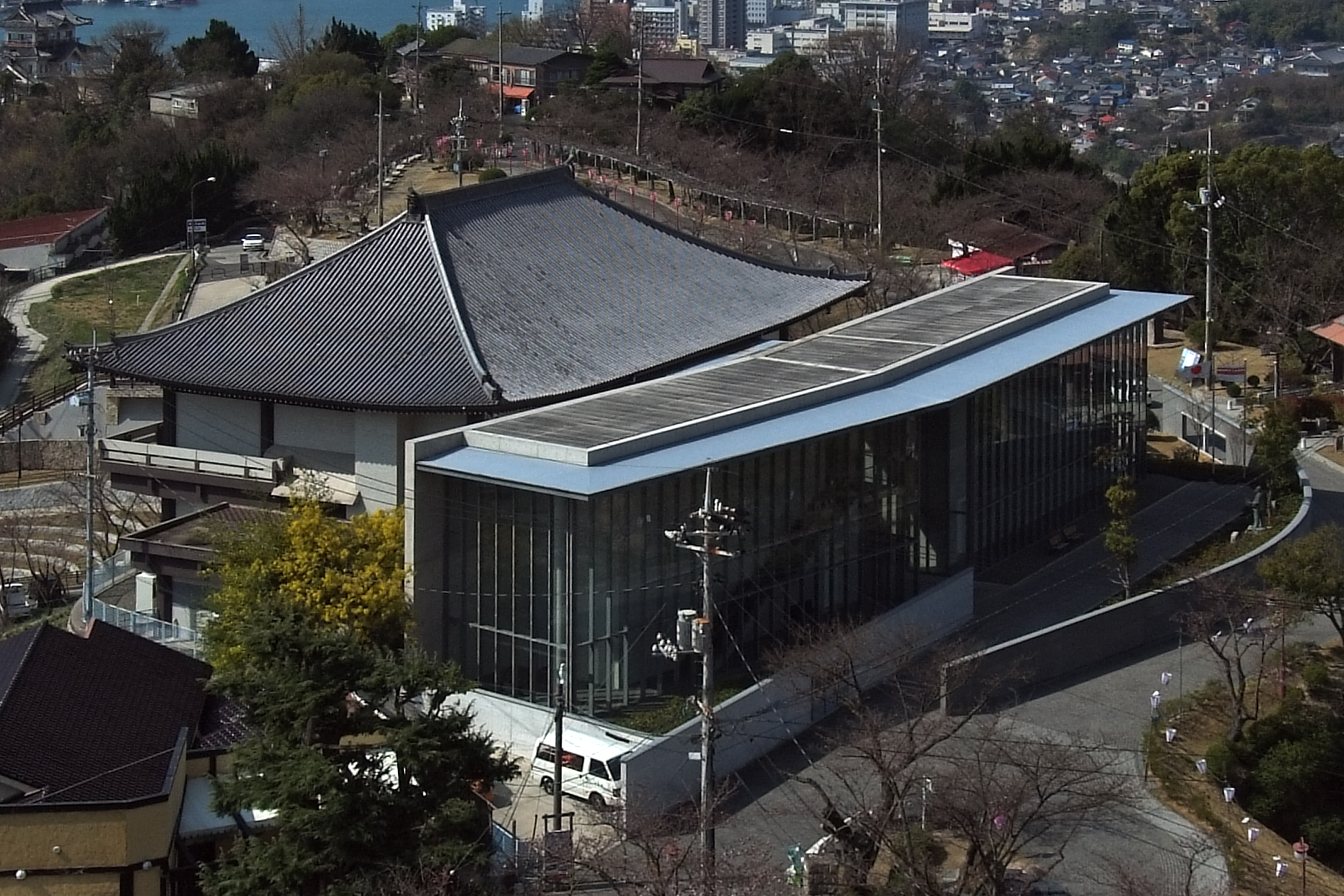
尾道市立美術館

- 平山郁夫美術館 …… 瀬戸田町（生口島）。
- おのみち映画資料館
- おのみち文学の館
- おのみち歴史博物館
- 御調歴史民俗資料館
- 瀬戸田歴史民俗資料館
- 因島史料館（2025年3月30日閉館）[41][42]
- アートベース百島

### 教育

#### 小学校
市立
- 因北小学校
- 因島南小学校
- 浦崎小学校
- 尾道みなと小学校
- 栗原小学校
- 栗原北小学校
- 山波小学校
- 重井小学校
- 瀬戸田小学校
- 高須小学校
- 高見小学校
- 西藤小学校
- 日比崎小学校
- 美木原小学校
- 御調中央小学校
- 御調西小学校
- 三成小学校
- 三幸小学校
- 向島中央小学校
- 向東小学校
- 百島小学校
- 吉和小学校

#### 中学校
市立
2010年4月、因島南部にある田熊、土生、三庄中学校を統廃合し、因島高等学校旧校舎跡地に因島南中学校が開校した。因島市との合併後は、土生幼稚園と統合地区の小学校を含めた、公立では非常に珍しい幼小中一貫校である「因南学園」（仮称）を設置する方針もあったが実現しなかった。なお、因島北部にある因北中学校は、これが正式名称であり、「因島北中学校」の略称ではない。
- 因北中学校
- 因島南中学校
- 浦崎中学校
- 尾道みなと中学校
- 栗原中学校
- 重井中学校
- 瀬戸田中学校
- 高西中学校
- 日比崎中学校
- 美木中学校
- 御調中学校
- 向島中学校
- 向東中学校
- 百島中学校
- 吉和中学校

私立
- 尾道中学校

#### 高等学校
県立
- 尾道東高等学校
- 尾道北高等学校
- 尾道商業高等学校
- 御調高等学校
- 因島高等学校
- 瀬戸田高等学校

市立
- 尾道南高等学校（定時制）

私立
- 尾道高等学校

#### 大学
- 尾道市立大学
- 広島大学大学院理学研究科附属臨海実験所
- 福山大学生命工学部附属内海生物資源研究所

#### 専門学校
- 尾道海技学院
- 尾道福祉専門学校
- 尾道市医師会看護専門学校
- 広島県厚生連尾道看護専門学校（2027年3月閉校予定）[43]

#### その他
- 広島県立尾道特別支援学校
- 広島県立尾道特別支援学校しまなみ分校
- 尾道自由大学

#### 統廃合及び廃止された教育機関
- 小学校
  - 尾道市立大浜小学校
  - 尾道市立木頃小学校
  - 尾道市立木ノ庄東小学校
  - 尾道市立木ノ庄西小学校
  - 尾道市立田熊小学校
  - 尾道市立土生小学校
  - 尾道市立原田小学校
  - 尾道市立東生口小学校
  - 尾道市立久山田小学校
  - 尾道市立三庄小学校
  - 尾道市立南小学校
  - 尾道市立土堂小学校
  - 尾道市立長江小学校
  - 尾道市立久保小学校
- 中学校
  - 尾道市立生口中学校
  - 尾道市立田熊中学校
  - 尾道市立土生中学校
  - 尾道市立三庄中学校
  - 尾道市立原田中学校
  - 尾道市立長江中学校
  - 尾道市立久保中学校
- 高等学校
  - 広島県立尾道工業高等学校
  - 師友塾高等学校（株式会社文学の館）

## 尾道を舞台（モデル）とした作品
林芙美子や志賀直哉をはじめとする文学人や、「尾道三部作」、「新・尾道三部作」で知られる大林宣彦監督に代表されるように、尾道を舞台とした文芸作品は数多く存在し、尾道は「文学の街」「映画の街」とも称される。林芙美子や志賀直哉のほか、歌人の中村憲吉も尾道に住んだことがあり、千光寺山登山道はこれら尾道にゆかりのある文学人の句碑が配置され、「文学のこみち」を称している。近年では、アニメも尾道を舞台としたり、テレビ番組やテレビドラマ、CMなどでもよく登場する。

### 文学
- 『放浪記』（林芙美子）
- 『暗夜行路』（志賀直哉）
- 『悪名』（今東光）
- 『内海の輪』（松本清張）
- 『尾道渡船場かいわい』（森岡久元）
- 『尾道物語』シリーズ（森岡久元）
- 『扉守』（光原百合）

### 映画
- 『東京物語』（小津安二郎監督、1953年）
- 『悲しみは女だけに』（新藤兼人監督、1958年）
- 『裸の島』（新藤兼人監督、1960年）
- 『悪名』シリーズ（田中徳三、森一生、安田公義、マキノ雅弘、増村保造、和泉聖治監督、1961年 - 1969年、1974年、2001年）
- 『憎いあンちくしょう』（蔵原惟繕監督、1962年）
- 『はだしの花嫁』（番匠義彰監督、1962年）
- 『故郷』（山田洋次監督、1972年）
- 『神様のくれた赤ん坊』（前田陽一監督、1979年）
- 『八月の幻』（鈴木浩介監督、2002年）
- 『男たちの大和/YAMATO』（佐藤純彌監督、2005年） …… 日立造船向島西工場跡地に造られた実物大戦艦大和オープンセットで撮影。
- 『望郷』（菊地健雄監督、2017年） …… 因島、向島、生口島で撮影[44]。原作者の湊かなえは旧・因島市出身。
- 『リライト』（松居大悟監督、2025年）[45]

大林宣彦監督作品
- 尾道三部作
  - 『転校生』（1982年）
  - 『時をかける少女』（1983年）
  - 『さびしんぼう』（1985年）
- 『彼のオートバイ、彼女の島』（1986年） …… 旧・向島町、岩子島で撮影。
- 『野ゆき山ゆき海べゆき』（1986年）
- 『日本殉情伝 おかしなふたり ものくるほしきひとびとの群』（1988年）
- 新・尾道三部作
  - 『ふたり』（1991年）
  - 『あした』（1995年）
  - 『あの、夏の日』（1999年）
- 『マヌケ先生』（2001年）

### テレビドラマ
- 『うず潮』（NHK 連続テレビ小説、1964年4月6日 - 1965年4月3日）
- 『志都という女』（TBS、1967年11月13日～1967年12月29日）
- 『やる気満々』（TBS、1979年4月24日 - 9月25日）
- 『吉宗評判記 暴れん坊将軍』 第173・174話（テレビ朝日、1981年8月22日、8月29日）
- 『てっぱん』（NHK 連続テレビ小説、2010年9月27日 - 2011年4月2日）[46]
- 『それでも、生きてゆく』 第10話（フジテレビ、2011年9月8日） …… 因島が登場。
- 『タクシードライバーの推理日誌35 分かれ道の乗客 瀬戸内尾道～“道の駅”連続殺人!!』（テレビ朝日 土曜ワイド劇場、2014年10月11日）
- 『龍が如く 魂の詩。』（映像配信、2016年11月30日）
- 『好きな人がいること』 第7話（フジテレビ 月9ドラマ、2016年8月29日）[47]
- 『新・浅見光彦シリーズ 後鳥羽伝説殺人事件』（TBS 月曜名作劇場 内田康夫サスペンス、2018年2月26日）

### ドキュメンタリー
- 新日本紀行「尾道」（1968年、NHK）[48]

### 漫画
- 『ぱられる』（小林俊彦、『マガジンSPECIAL』 2000年8号 - 2002年1号、全4巻）
  - 『ぱすてる』（小林俊彦、『週刊少年マガジン』 2002年32号 - 2003年33号、『マガジンSPECIAL』 2003年10月号 - 2017年2号、全44巻） …… 上記作品のリメイク作。
- 『アニメがお仕事!』（石田敦子、『ヤングキングアワーズ』 2004年4月号 - 2007年9月号、全7巻）
- 『タビと道づれ』（たなかのか、『月刊コミックブレイド』 2006年9月号 - 2010年4月号、全6巻） …… 作中では「緒道」と表記。
- 『空色スクエア。』（双、『まんがタイムきららフォワード』 2009年3月号 - 2011年2月号、全4巻）
- 『しまなみ誰そ彼』（鎌谷悠希、『ヒバナ』 2015年4月号 - 2017年9月号、『裏サンデー』 2018年1月号 - 5月号、全4巻）
- 『はるか咲きそふ、刻どきの』(ぴらそん、『まんがタイムきららキャラット』2024年4月号 - 2024年6月号、2024年9月号-)

### アニメ
- 『ヒカルの碁』 第61・62話（テレビ東京、2002年12月11日、12月18日） …… 尾道駅、因島が登場。
- 『かみちゅ!』（テレビ朝日、2005年6月29日 - 9月28日）…… 向島、尾道水道の渡船が登場。
- 『ぽんのみち』（2024年１月 - 3月23日 、毎日放送・TBS）
- 『ざつ旅-That's Journey-』第8旅(2025年5月26日、AT-Xほか)……尾道駅、千光寺公園展望台、尾道ラーメンが登場。

### ゲーム
- 『カラフルキッス 〜12コの胸キュン!〜』（戯画、2003年3月14日） …… 作中では「此ノ道市」。オープニングに尾道市街が登場。
- 『夢見師』（プリンセスソフト、2006年12月28日） - 作中では「尾延市」。PC版OP及び本編で艮神社、本編で旧尾道駅などが登場。町の特徴も一致している。
- 『タイムリープ』（フロントウイング、2007年12月27日） …… オープニングで対岸に尾道市街が描かれていることや、公式サイト内のストーリー紹介ページに「尾道市の市街を挟んで瀬戸内海に浮かぶ島」と記述されていることから、向島がモデルであることが分かる[49]。
- 『キスよりさきに恋よりはやく』（SkyFish、2008年10月24日） …… 公式サイト内のスタッフへのQ&Aコーナーで、本作のプロデューサーのひろもりさかなが尾道市がモチーフと明言している[50]。
- 『ぼくのなつやすみ4 瀬戸内少年探偵団「ボクと秘密の地図」』（ソニー・コンピュータエンタテインメント、2009年7月2日） …… 本作品に登場する「あっち島」の構造は向島をモデルとしている。ただし、ゲーム全体を通じて主にモデルとされているのは岡山県笠岡諸島にある白石島であると明言されている[51]。
- 『ルーンロオド』（CROCKUP、2010年1月29日）
- 『アッチむいて恋』（ASa Project、2010年4月30日） …… 本編で尾道本通り商店街や艮神社が登場。
- 『龍が如く6 命の詩。』（セガゲームス、2016年12月8日）[52]
- 『ソラとウミのアイダ』（広井王子・フォワードワークス、2017年9月28日）[53]

### ミュージックビデオ
- 「風を待つ」（STU48 2ndシングル、2018年12月26日）[54]

### 広告
このほか、ヤマト運輸やコカ・コーラなどのCMも撮影されている。
- アサヒビール、本生（江口洋介、2006年）
- ライフカード、「カードの切り方が人生だシリーズ マドンナ編」（オダギリジョー、2006年）[55]
- トヨタ自動車、トヨタ・ラクティス、「自由とラーメンとラクティス編」（佐藤隆太、2006年）
- サントリー、ザ・プレミアム・モルツ、「お歳暮旅情篇」（矢沢永吉、2006年）
- 東和薬品、「歌でつながる編」（黒柳徹子、2007年）
- SoftBank、「予想外な家族・白戸家 旅する父編」（2008年）
- 三井生命保険、「電車を降りて編」「朝の町編」「最初の春編」（戸田菜穂、2008年）
- 第一生命、「幸せの道 おとうと篇」（2010年）
- ソニー、α NEX-C3、「尾道 猫と二人旅篇」（北川景子、2011年）[56]
- イオン、ネットスーパー、「親子編」（2015年）
- 西日本旅客鉄道、「DISCOVER WEST 尾道編」（2015年）[57]
- 広島ガス、「このまち思い物語 第四話 大事な仕事編」（杉咲花、2017年） …… アニメーションCM。

## 名誉市民
旧・因島市名誉市民と旧・瀬戸田町名誉町民はそのまま尾道市名誉市民として引き継がれている。
（五十音順）
- 圓鍔勝三（彫刻家） …… 日本彫刻会理事長。1981年選定。
- 小林和作（西洋画家） …… 山口県出身。40代半ばより尾道に居住。1978年選定。
- 平山角左衛門（尾道町奉行） …… 住吉浜を造り尾道の港勢発展の礎を築いた。1968年選定。
- 三木半左衛門（呉服商、両替問屋） …… 阿波国（現・徳島県）出身。共楽園（現・千光寺公園）を開き市に寄付した。1968年選定。
- 山口玄洞（実業家） …… 明徳商業学校（現・尾道南高等学校）を創設し、尾道市上水道建設に多大な寄与をした。1968年選定。

旧・因島市名誉市民
- 本因坊秀策（棋士） …… 二大碁聖として知られる。2003年選定。
- 宮地茂（教育者） …… 福山大学創立者、福山市名誉市民。2003年選定。

旧・瀬戸田町名誉町民
- 耕三寺耕三（仏師） …… 兵庫県出身。耕三寺開祖。1986年選定。
- 平山郁夫（日本画家） …… 東京芸術大学学長、ユネスコ親善大使などを歴任。1986年選定。

## 大使など
- 尾道観光親善大使（旧・ミス尾道）
- 尾道観光大使（旧・尾道観光大志）

## 著名な出身者
（五十音順）

### 学術・文化・芸術
- 麻生路郎（川柳家）
- 石堂淑朗（脚本家）
- 今川憲英（建築構造家）
- 大林宣彦（映画監督）
- かわぐちかいじ（漫画家、旧・向東町）
- 坂井徳三（詩人）
- 坂本昭悟（漫画家）
- 島田哲夫（スポーツ哲学研究者、旧・瀬戸田町）
- 清水啓典（経済学者）
- 高垣眸（小説家）
- 高橋源一郎（小説家）
- 高橋玄洋（小説家、脚本家）
- 田坂啓（脚本家）
- 寺西重郎（経済学者、旧・因島市）
- はいむらきよたか（イラストレーター）
- 東川篤哉（小説家）
- 平山郁夫（日本画家、旧・瀬戸田町）
- 平山助成（平山郁夫美術館館長、旧・瀬戸田町）
- 福原五岳（南画家）
- 藤原弘達（政治学者、政治評論家）
- 光原百合（ミステリー作家）
- 湊かなえ（小説家、旧・因島市）
- 宮地政司（天文学者、旧・因島市）
- 村上正泰（評論家、旧・因島市）
- 森岡久元（作家）
- 八木國之（法学者）
- 八木秀次（法学者）
- 八束澄子（小説家、旧・因島市）
- 山根真樹（映像監督）
- 行友李風（劇作家）
- 吉原敬典（経営学者、旧・因島市）

### 芸能・マスコミ
- 東ちづる（女優、旧・因島市）
- 青山高治（中国放送アナウンサー）
- 石田好伸（RSK山陽放送アナウンサー、旧・因島市）
- 須山浩継（フリーライター）
- 田窪一世（俳優、旧・因島市）
- 成海瑠奈（元声優、サンドリオン元メンバー）
- 西山喜久恵（フジテレビアナウンサー）
- 速水けんたろう（歌手、俳優）
- 細谷佳正（声優）
- 三浦紘朗（ラジオ関西アナウンサー）
- 山本モナ（フリーアナウンサー）
- 和泉紗江(元宝塚歌劇団宙組娘役)

### 音楽
- UFO（フォークグループ、旧・因島市）
- 河原真（ベーシスト、ROCK'A'TRENCH、旧・瀬戸田町）
- THE 東南西北（ロックバンド）
  - 久保田洋司（ボーカリスト）
- 手島章斗（ボーカリスト、SOLIDEMO）
- ポルノグラフィティ（ロックバンド、旧・因島市）
  - 岡野昭仁（ボーカリスト）
  - 新藤晴一（ギタリスト）
  - Tama（ベーシスト）
- YOSHI（シンガーソングライター）

### 棋士
- 半田道玄（囲碁棋士）
- 坂東香菜子（将棋女流棋士、旧・因島市）
- 本因坊秀策（囲碁棋士、旧・備後国因島）

### スポーツ
- 梅本勝（ラグビー指導者）
- 大前力也（キックボクサー）
- 岡本知剛（サッカー選手、ロアッソ熊本ミッドフィルダー）
- 兼本貴司（ゴルファー）
- 川崎真琴（プロボクサー）
- 瀬戸錦年光（力士）
- 塩出翔太（陸上競技選手）
- 田頭剛（体操選手、体操日本代表、旧・因島市）
- 谷原秀人（ゴルファー）
- 男色ディーノ（プロレスラー、旧・瀬戸田町）
- 土生翔平（野球選手、広島東洋カープ外野手）
- 備前喜夫（野球選手、広島東洋カープ投手）
- 村上恭和（卓球選手、卓球女子日本代表監督、旧・向東町）
- 吉田万里子（女子プロレスラー、旧・向島町）
- 山本英志（競艇選手）

### 政財界
- 麻生イト（実業家）
- 有元史郎（芝浦工業大学創設者、岡山県津山市長）
- 岩瀬順三（ベストセラーズ創業者）
- 小田原大造（クボタ社長、大阪商工会議所会頭、万国博大阪誘致委員会会長、旧・向東町）
- 木川眞（ヤマトホールディングス会長、旧・向島町）
- 木曽功（ユネスコ日本政府代表部特命全権大使、内閣官房参与）
- 久保田権四郎（クボタ創業者、旧・因島市)
- 田島治子（サカイ引越センター創業者、旧・瀬戸田町）
- 多田修人（日本システムウエア創業者）
- 寺西正司（UFJ銀行頭取、旧・因島市）
- 橋本達吉（京都近鉄百貨店社長）
- 三浦惺（NTT会長、旧・向東町）
- 村上弘（日本共産党委員長、旧・因島市）
- 村上大祐（佐賀県嬉野市長）
- 山内隆司（ガンバ大阪社長、旧・因島市）
- 吉原貞敏（東京鐵鋼創業者、馬主、旧・向島町）
- 若林辰雄（三菱UFJ信託銀行会長）

### その他
- 麻生文雄（醍醐寺座主、三宝院門跡、種智院大学学長、西國寺住職、旧・因島市）
- 市邨芳樹（広島県立尾道商業、名古屋経済大学市邨高校、名古屋経済大学高蔵高校創立者）
- 小林海暢（真言宗泉涌寺派管長、泉涌寺長老、浄土寺住職)
- 塩見孝也（赤軍派議長）

## ゆかりのある人物
（五十音順）
- 石原善三郎（尾道市長） …… 大阪府出身。衆議院議員、奈良県奈良市長を歴任。戦後、議会から迎えられて市長に就任。1971年には82歳で市長に返り咲いた。
- 青山祐子（NHKアナウンサー） …… 広島県廿日市市出身。父方の実家が尾道であり、父が尾道市東京事務所所長を務める。
- 上山英一郎（大日本除虫菊創業者） …… 紀伊国（現・和歌山県）出身。向島で除虫菊の接種、栽培を行った。その功績により亀森八幡神社境内に祀られている[58]。
- 奥平邦彦（フリーアナウンサー、元鹿児島テレビ放送アナウンサー） …… 京都府京都市出身。幼稚園から中学1年生まで尾道市に住んでいた[59]。
- 金森達（イラストレーター） …… 大阪府出身。両親の郷里である因島に疎開し、土生高等学校（現・因島高等学校）卒業まで居住。
- 志賀直哉（小説家） …… 宮城県出身。初の短編集刊行時に半年ほど尾道に居住。尾道を舞台とする著作がある。
- 新藤兼人（映画監督） …… 広島県佐伯郡石内村（現・広島市）出身。10代後半に尾道警察署に勤務していた長兄宅に居住。尾道を舞台とする作品がある。
- たなかのか（漫画家） …… 広島県廿日市市出身。学生時代に尾道に居住。尾道を舞台とする著作がある。
- 中村憲吉（歌人） …… 広島県三次郡上布野村（現・三次市）出身。晩年に病気療養のため尾道に居住。
- 林芙美子（小説家） …… 山口県出身（福岡県出身という説もある）。学生時代に尾道に居住。尾道を舞台とする著作がある。

## 暴力団
尾道市内に三代目俠道会が本部を置く。尾道に隣接する福山市西部に、三代目俠道会の二次団体である三代目下森組（したもりぐみ）が本部を置く。

## 市政テレビ番組
- ピックアップ情報おのみち（ちゅピCOMおのみち）